# Biserica fortificată din Dacia

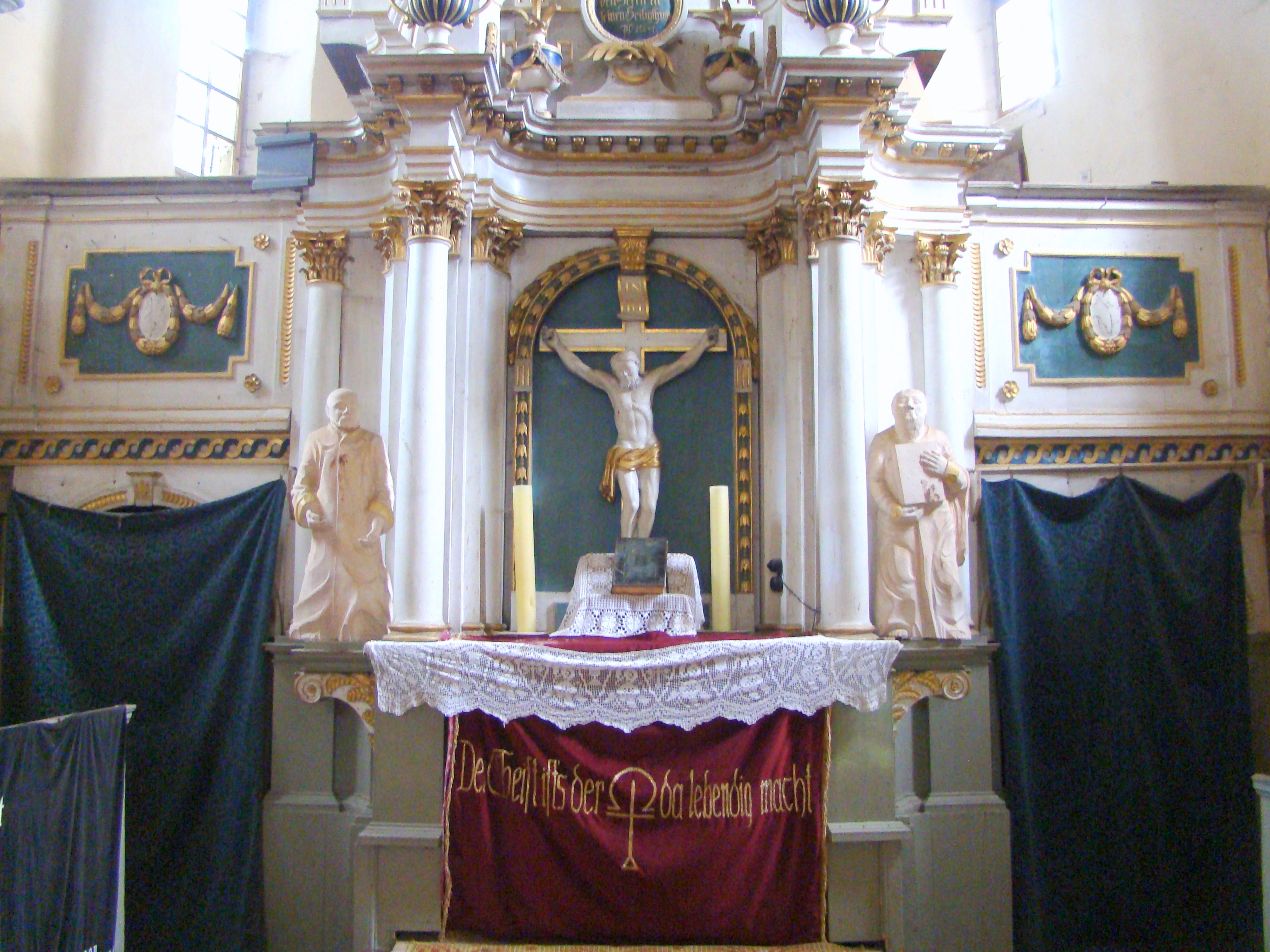
Altarul, realizat de Michael Wolf din Sighişoara (sculptor) și Josef Lob din Viena (pictor).

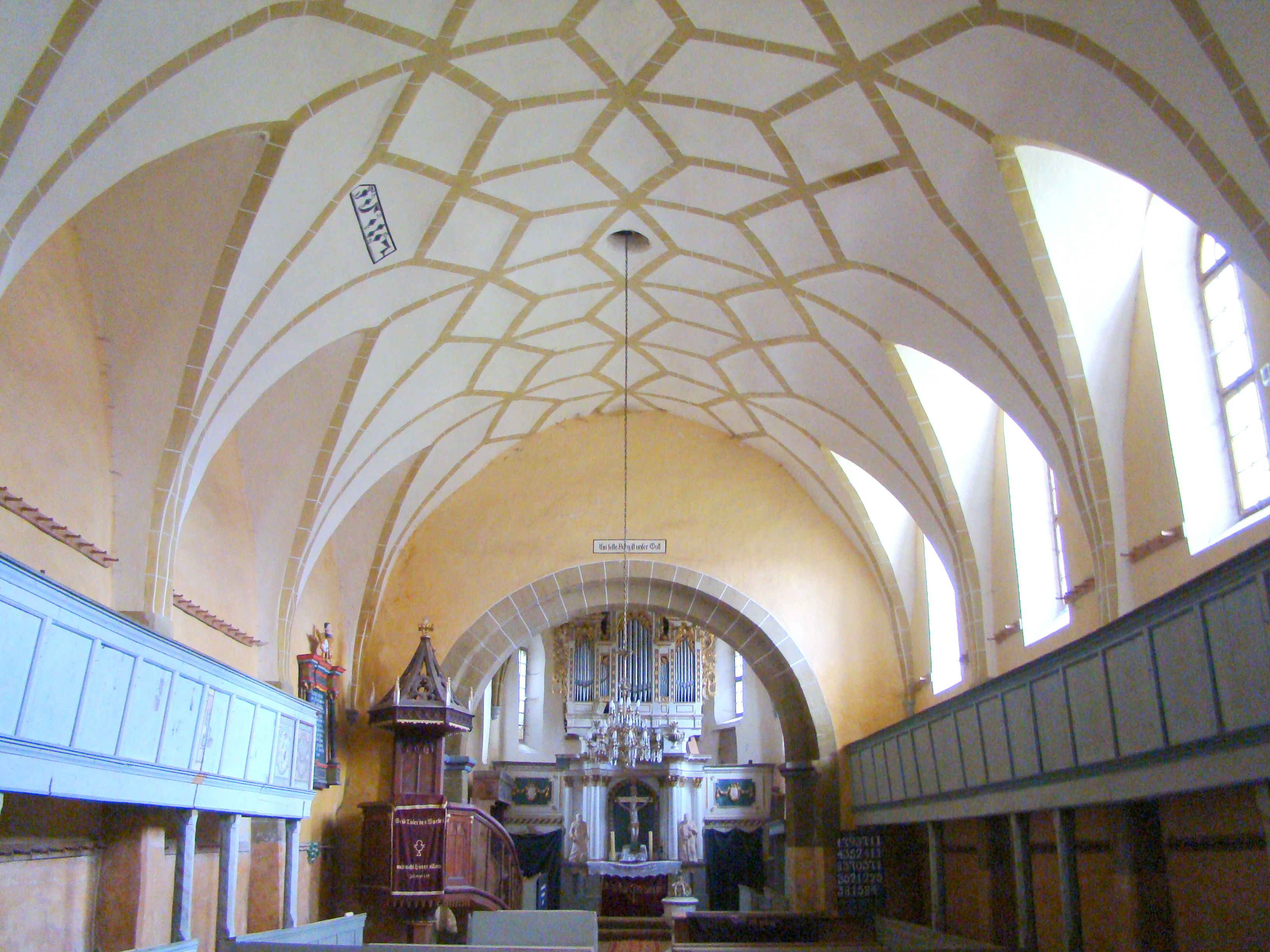
Bolta bisericii

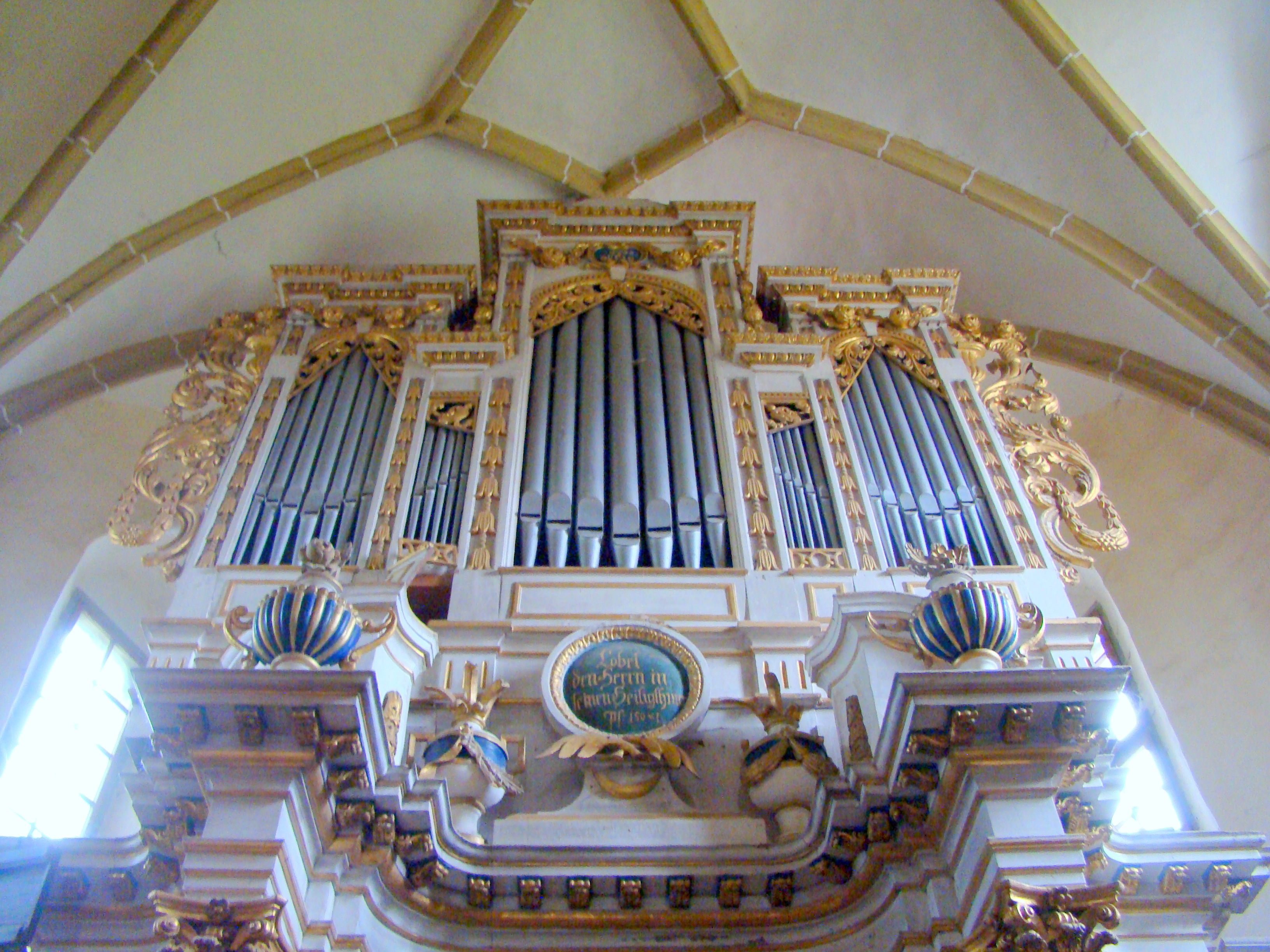
Orga bisericii construită de Andreas Eitel în anul 1815

Biserica evanghelică fortificată din Dacia, comuna Jibert, județul Brașov, a fost construită în 1500 pe baza unei vechi bazilici romanice datată din secolul al XIII-lea. La intersecția celor 2 străzi principale ale satului, pe un teren plat, se afla cetatea bisericească a acestui sat al Scaunului Rupea. Ansamblul bisericii evanghelice fortificate figurează pe lista monumentelor istorice 2010, cod LMI BV-II-a-B-11666.

## Localitatea
Dacia, mai demult Ștena, (în germană Stein, în maghiară Garat, în dialectul săsesc Ste, Stin, Štîn), este un sat în comuna Jibert din județul Brașov, Transilvania, România. În anul 1931 autoritățile române au schimbat denumirea oficială a localității din Ștena în Dacia.

## Biserica
Prima mențiune documentară a satului: 1309. În secolul al XIII-lea a fost edificată o bazilică romanică cu 3 nave fără turn. În 1500, această biserică este fortificată, navele laterale sunt demolate și arcadele dintre nava principală și colaterale sunt zidite. Corul și nava principală primesc câte un nivel fortificat și corul se termină înspre est într-o absidă 3/6. Contraforturile corului sunt legate prin arce peste care se ridică nivelul fortificat cu orificii de tragere. La începutul secolului al XVI-lea, deasupra navei principale este realizată o boltă în leagăn cu penetrații. Rețeaua de nervuri din cărămidă s-a pierdut și este astăzi vizibilă numai în zugrăveala bolții. S-au păstrat consolele și coloanele angajate. În cor se păstrează bolta gotică târzie în formă de plasă pe console. În 1845 biserica este prelungită spre vest și se construiește turnul clopotniță. Nivelul fortificat de deasupra sălii este demolat. În cor se păstrează strane gotice datate 1526, cu detalii caracteristice atelierului lui Johannes Reichmut din Sighișoara. Altarul și orga din cor au elemente stilistice clasiciste. Altarul ridicat în 1815 este opera sculptorului Michael Wolf din Sighișoara și a fost pictat în 1835 de Josef Lob din Viena. În secolul al XV-lea, biserica este înconjurată de o incintă pe plan aproximativ pătrat, iar zidul de incintă are o înălțime de 6-8 m și este realizat din piatră de râu. În 3 din colțurile dreptunghiului se păstrează turnuri așezate parțial în fața zidului de incintă, iar în nord un bastion.

## Imagini din exterior

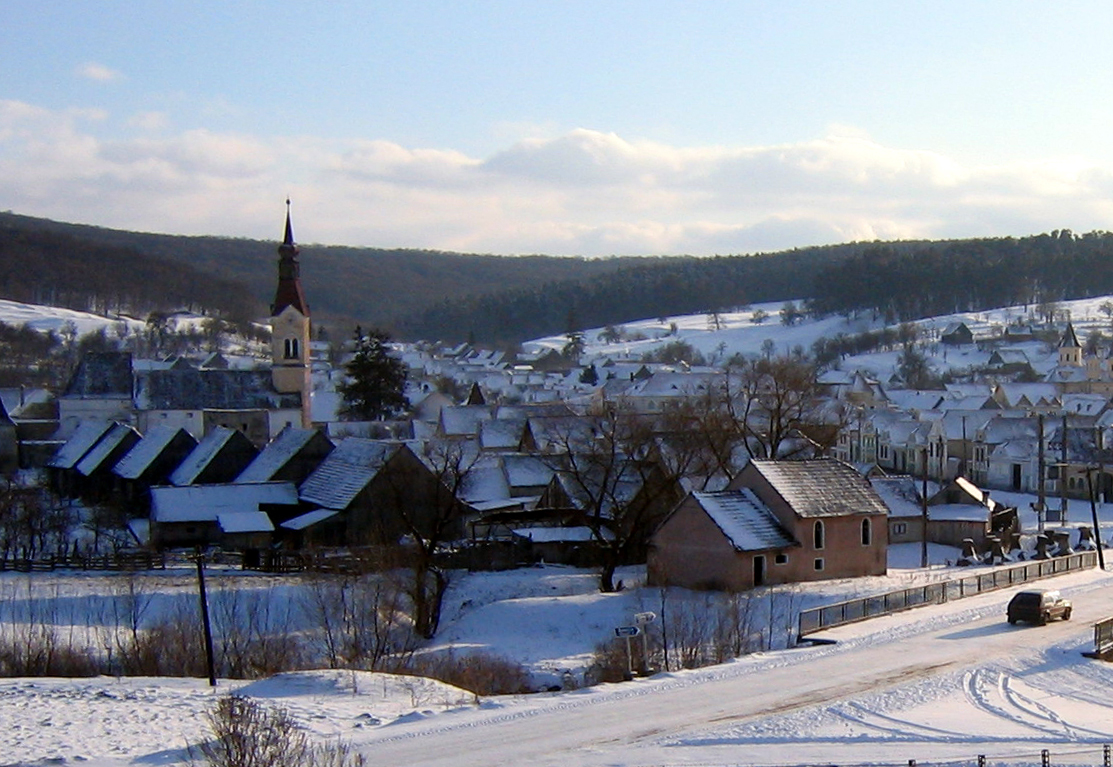
Biserica şi împrejurimile
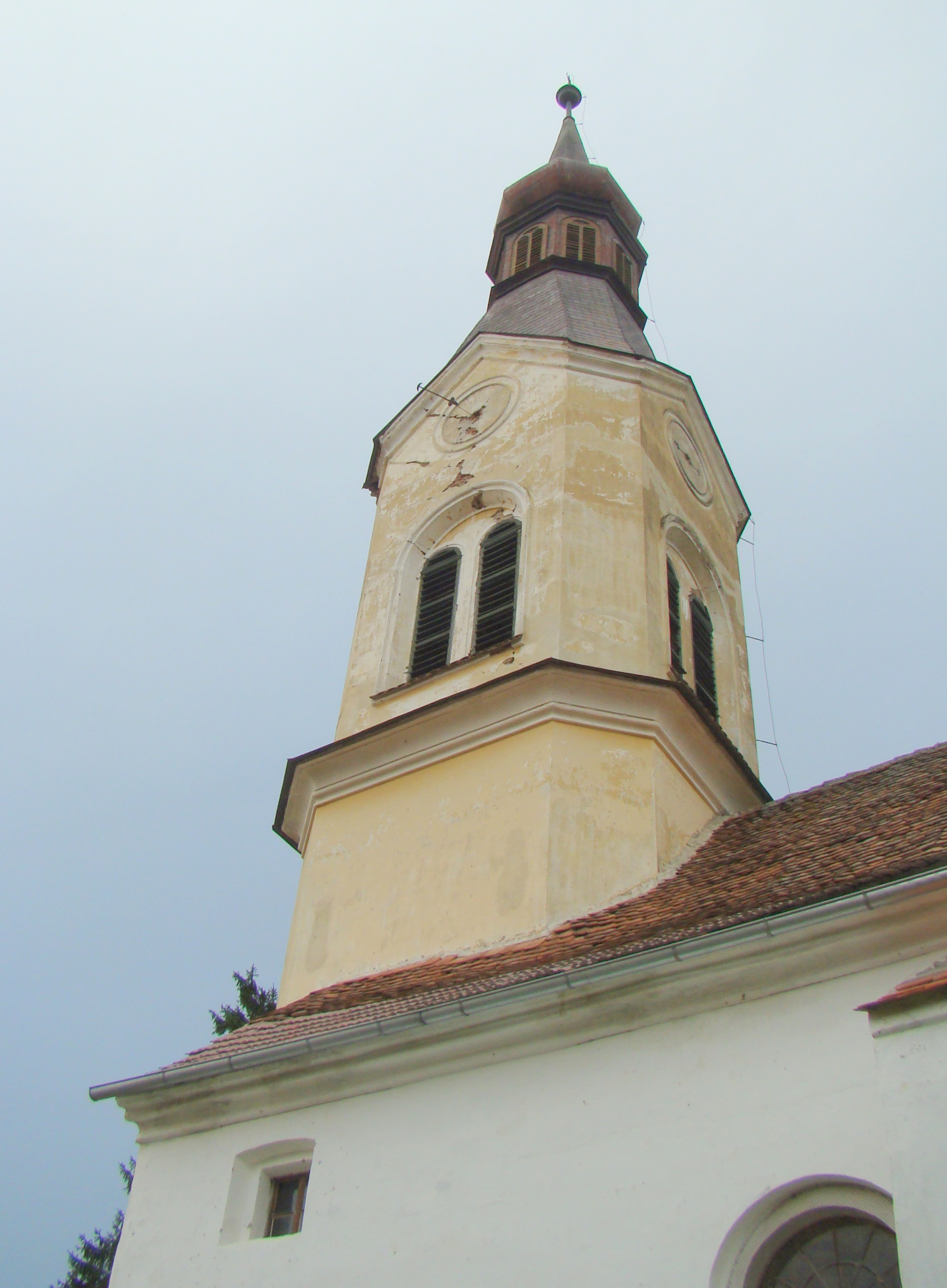
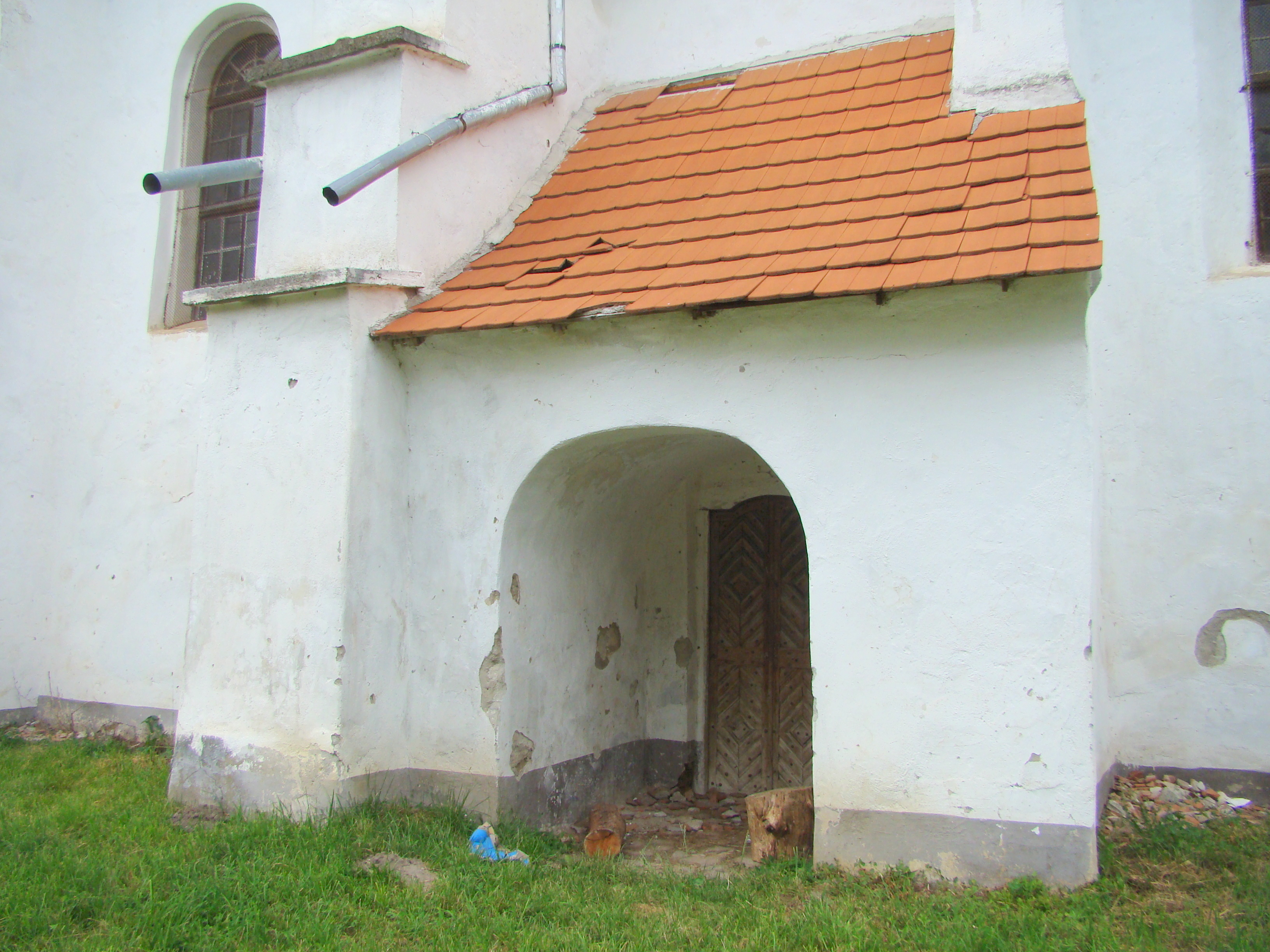
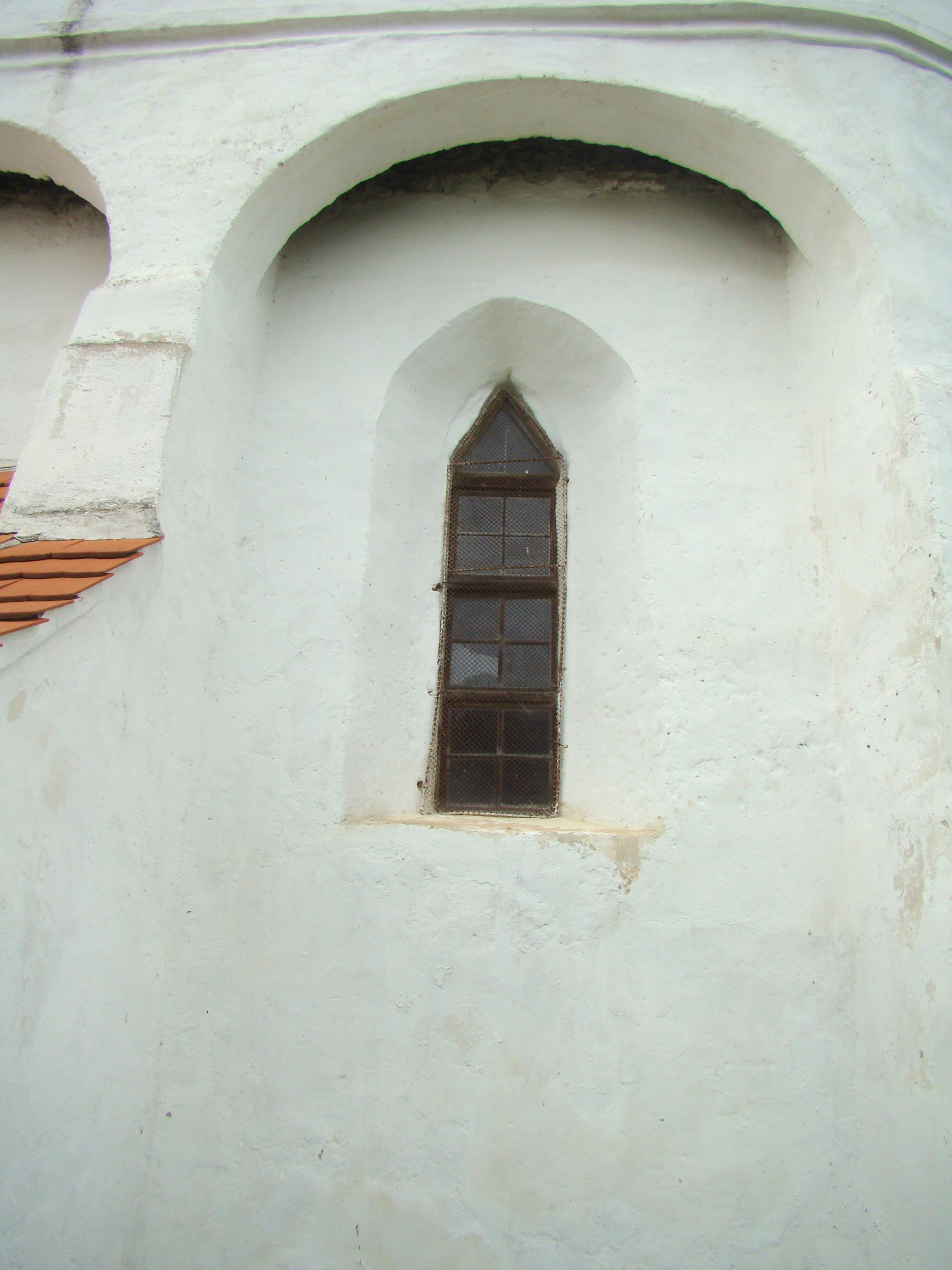
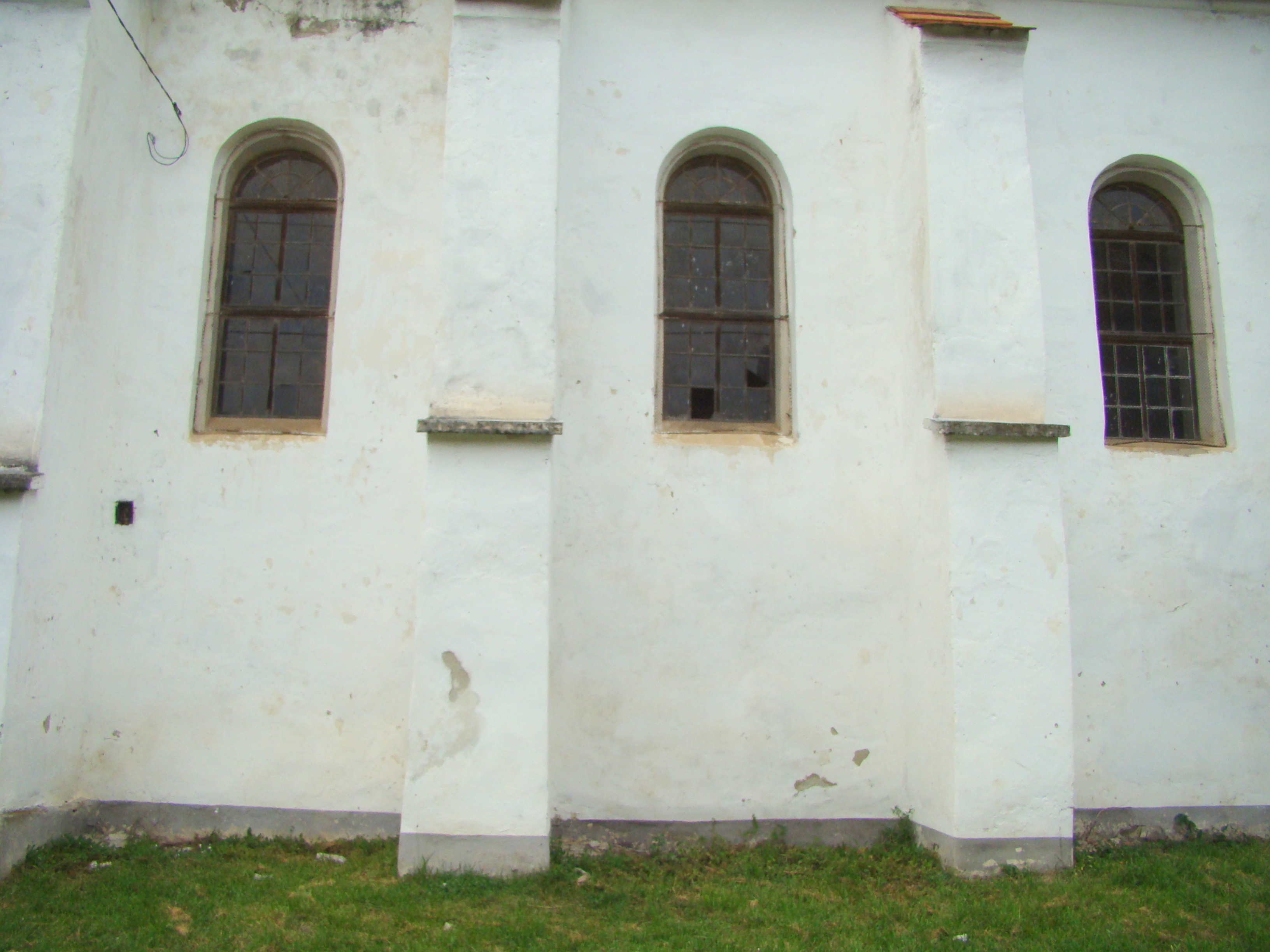
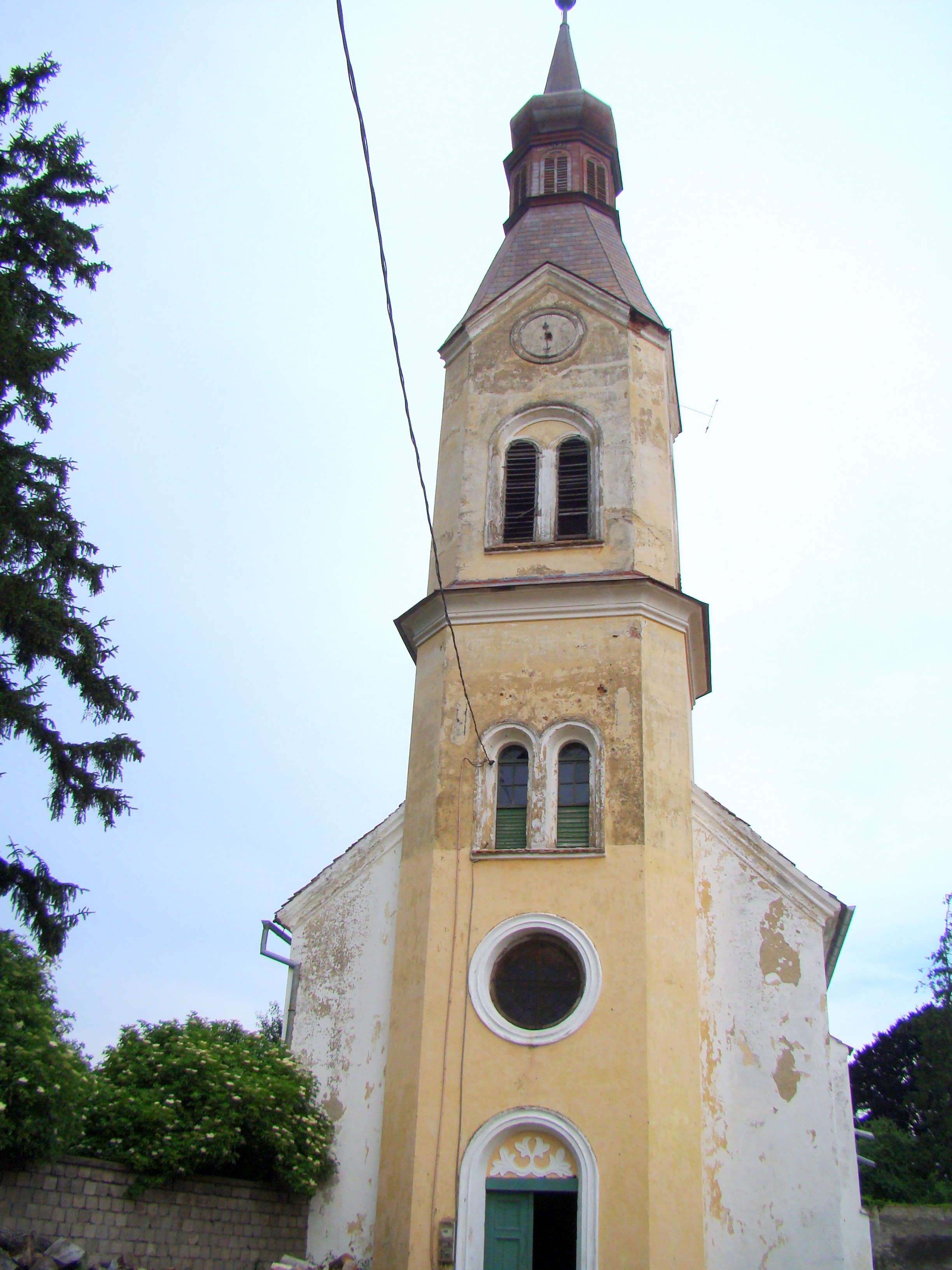
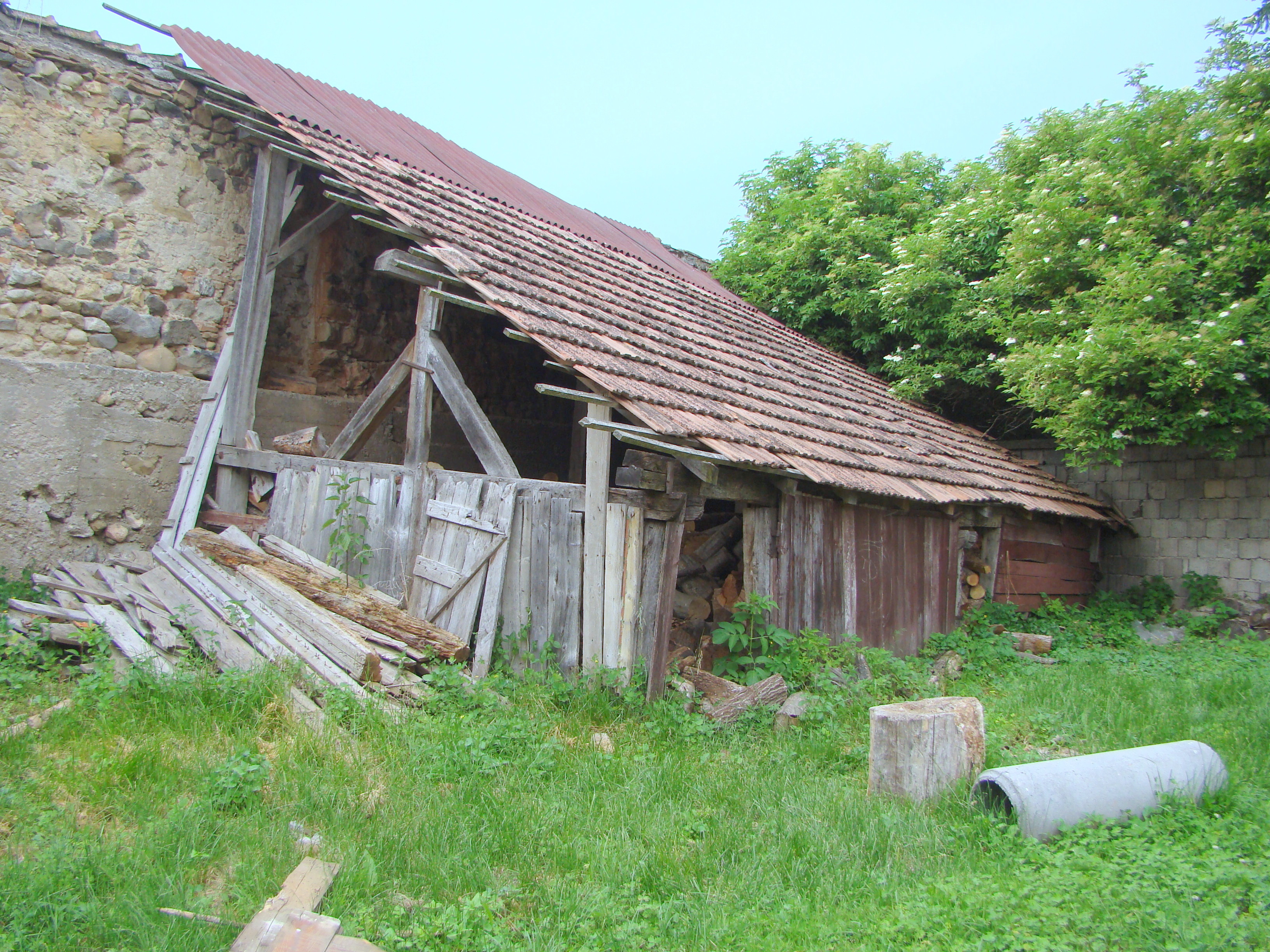
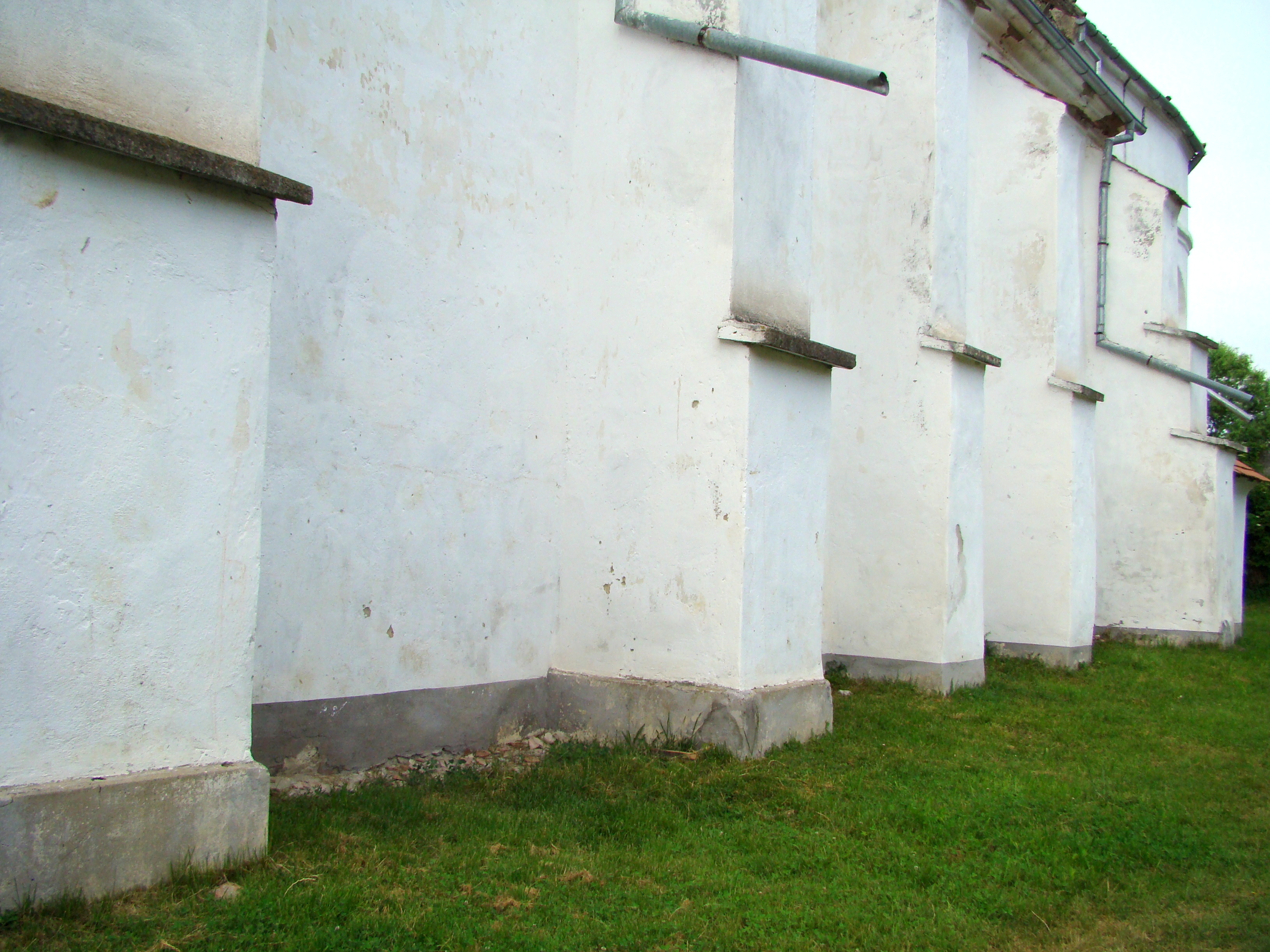
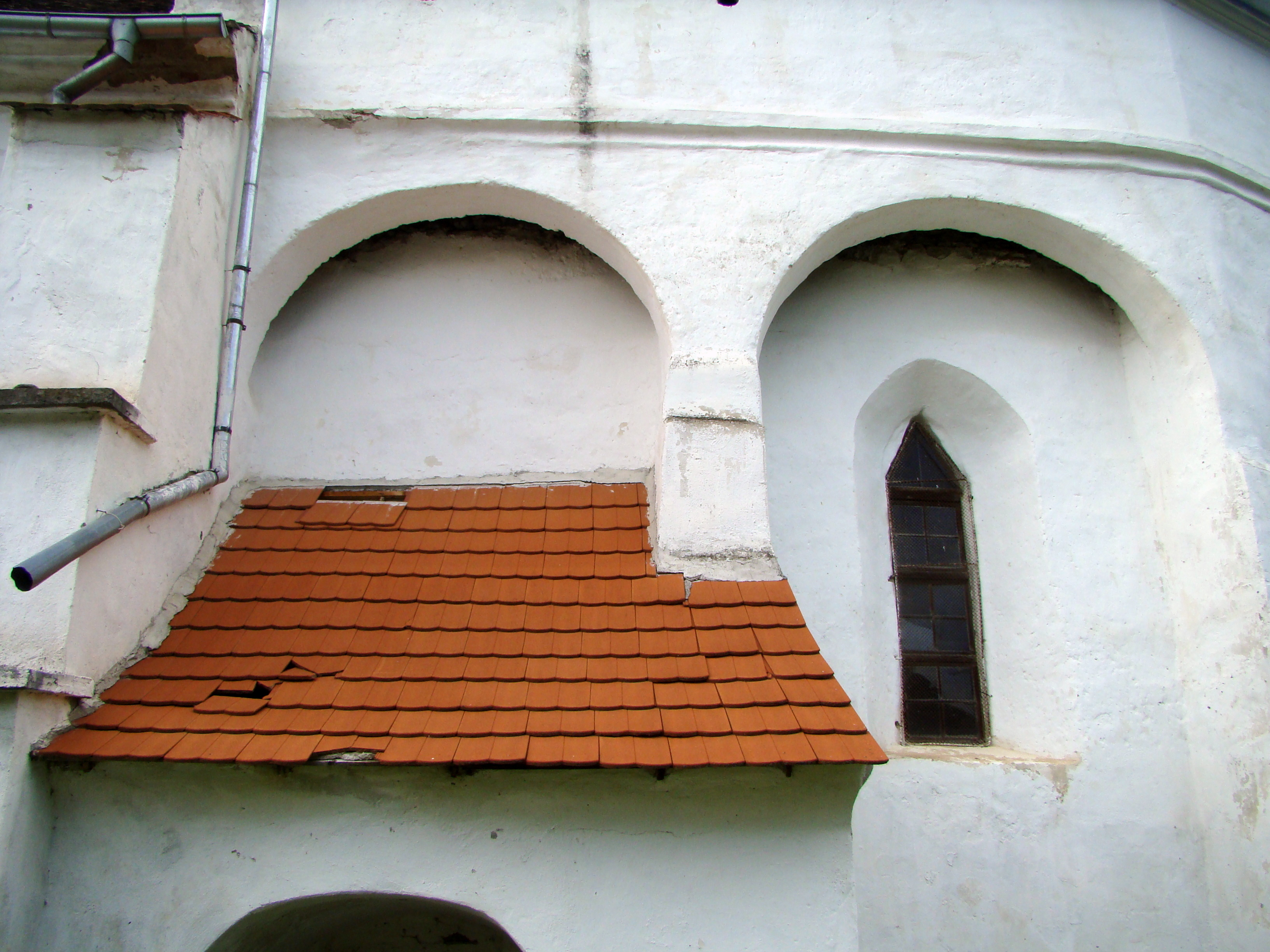
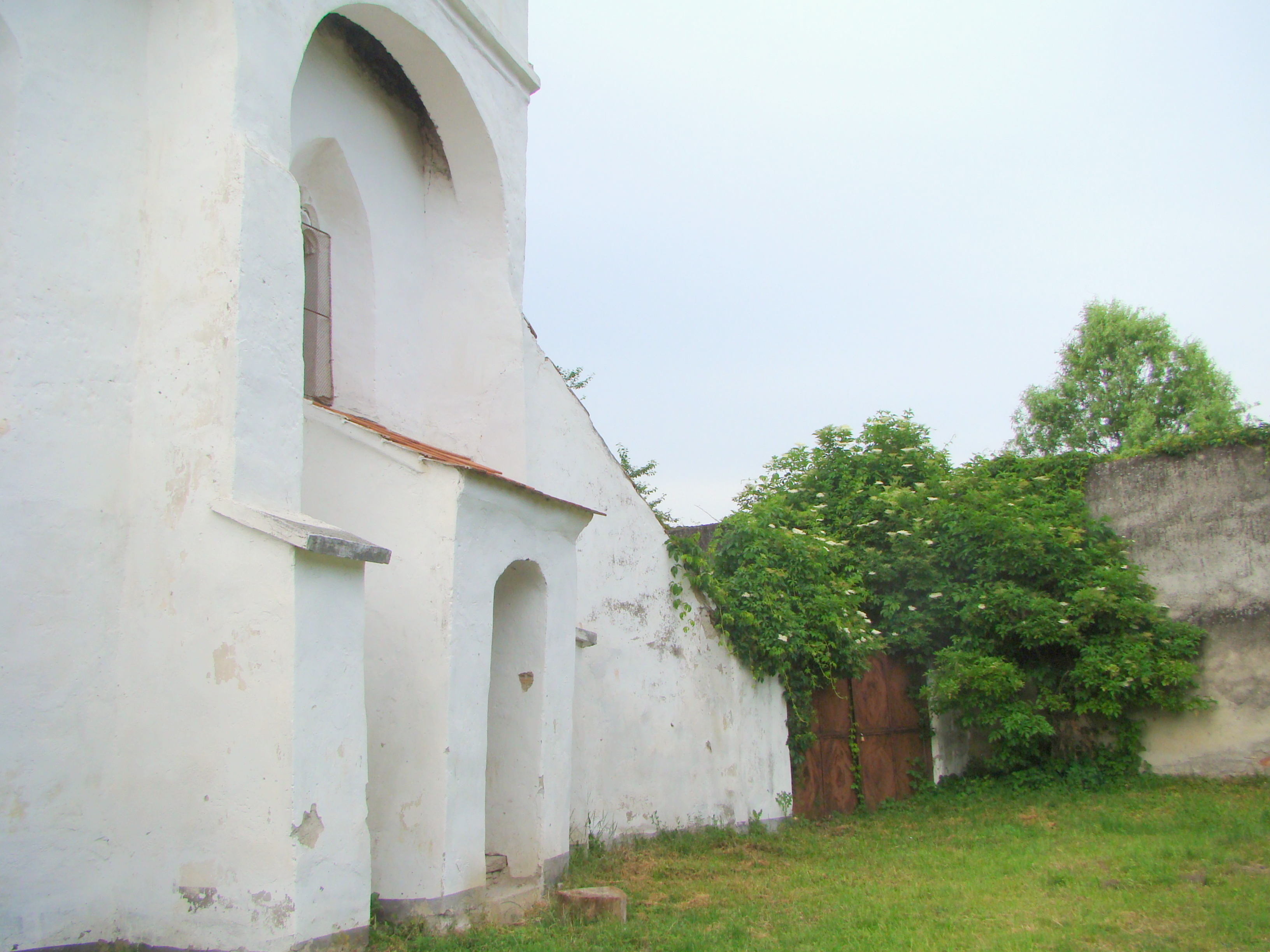
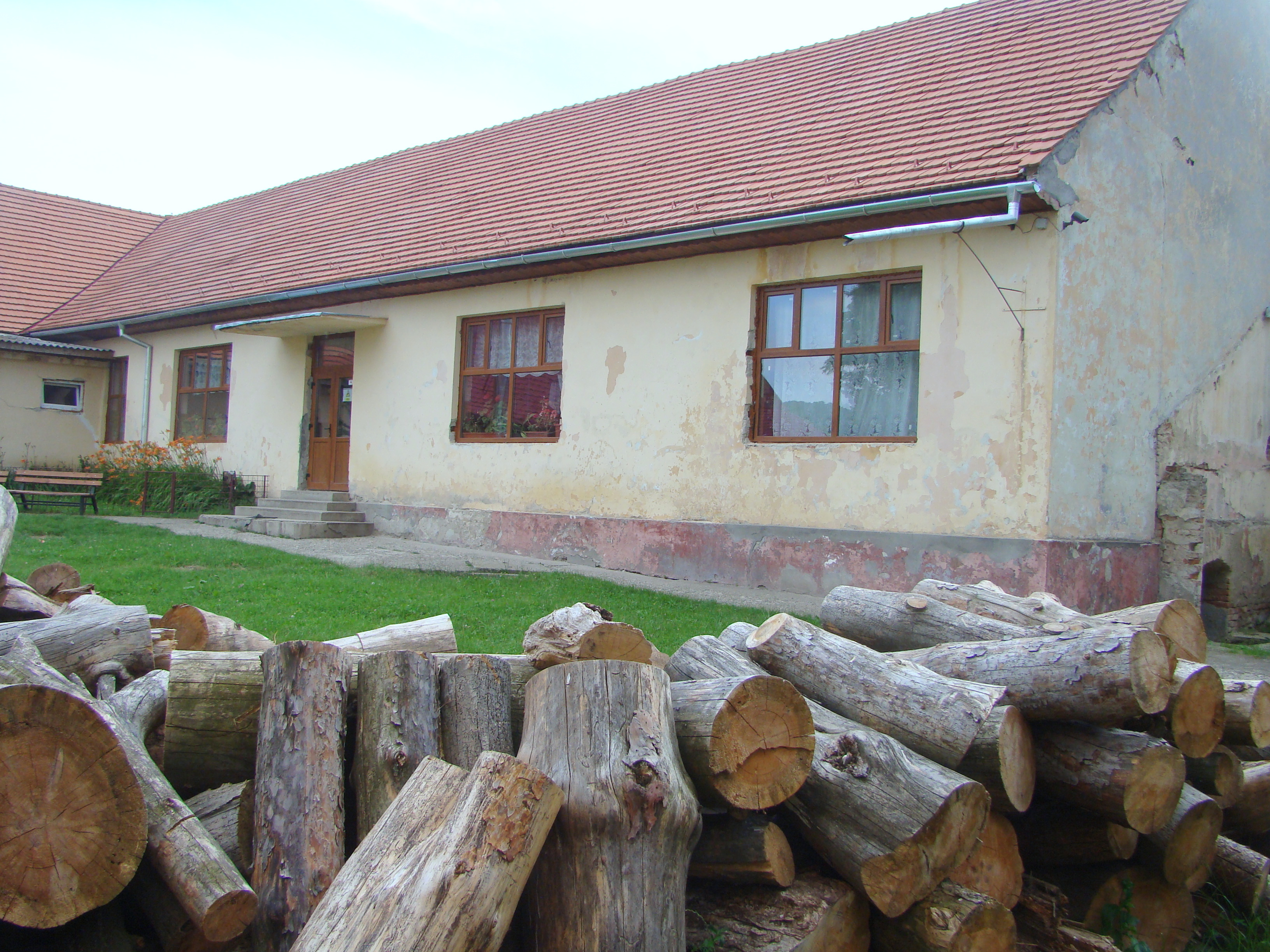
Fosta şcoală confesională folosită şi în prezent de elevii din localitate
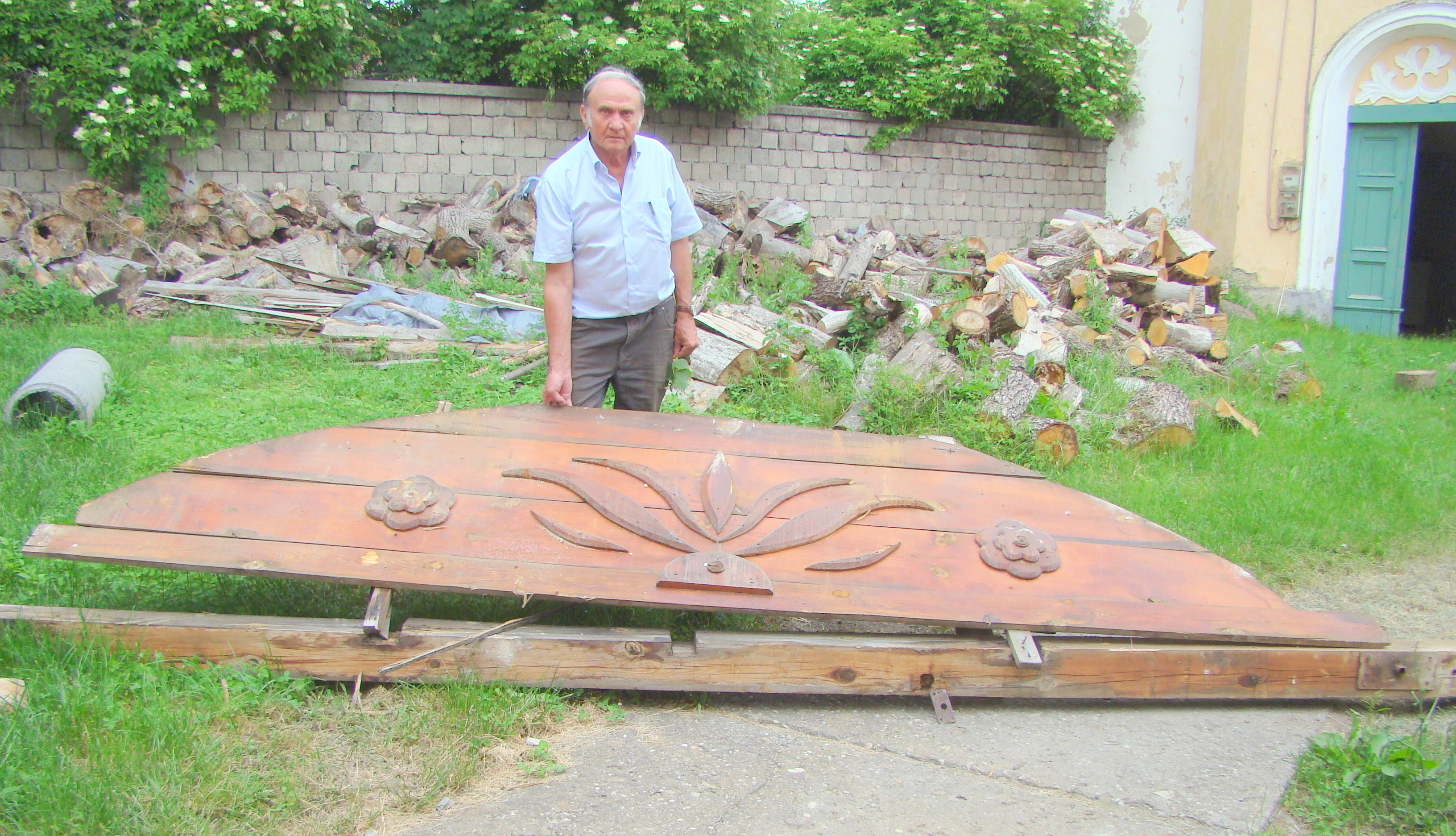
Şcoala se află în aceeaşi incintă cu monumentul istoric
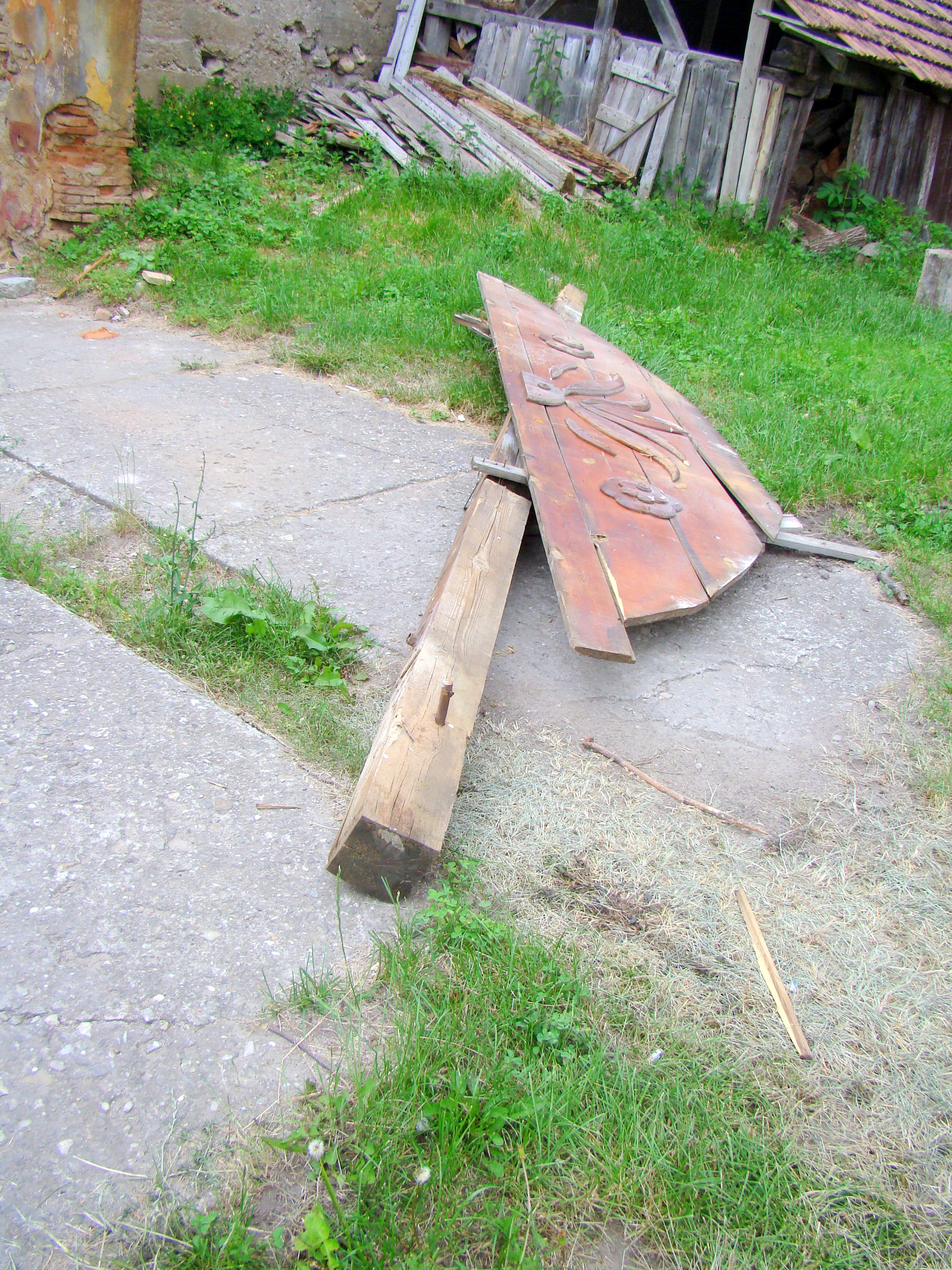
Curatorul bisericii reclamă distrugerile pe care elevii nesupravegheaţi le provoacă monumentului
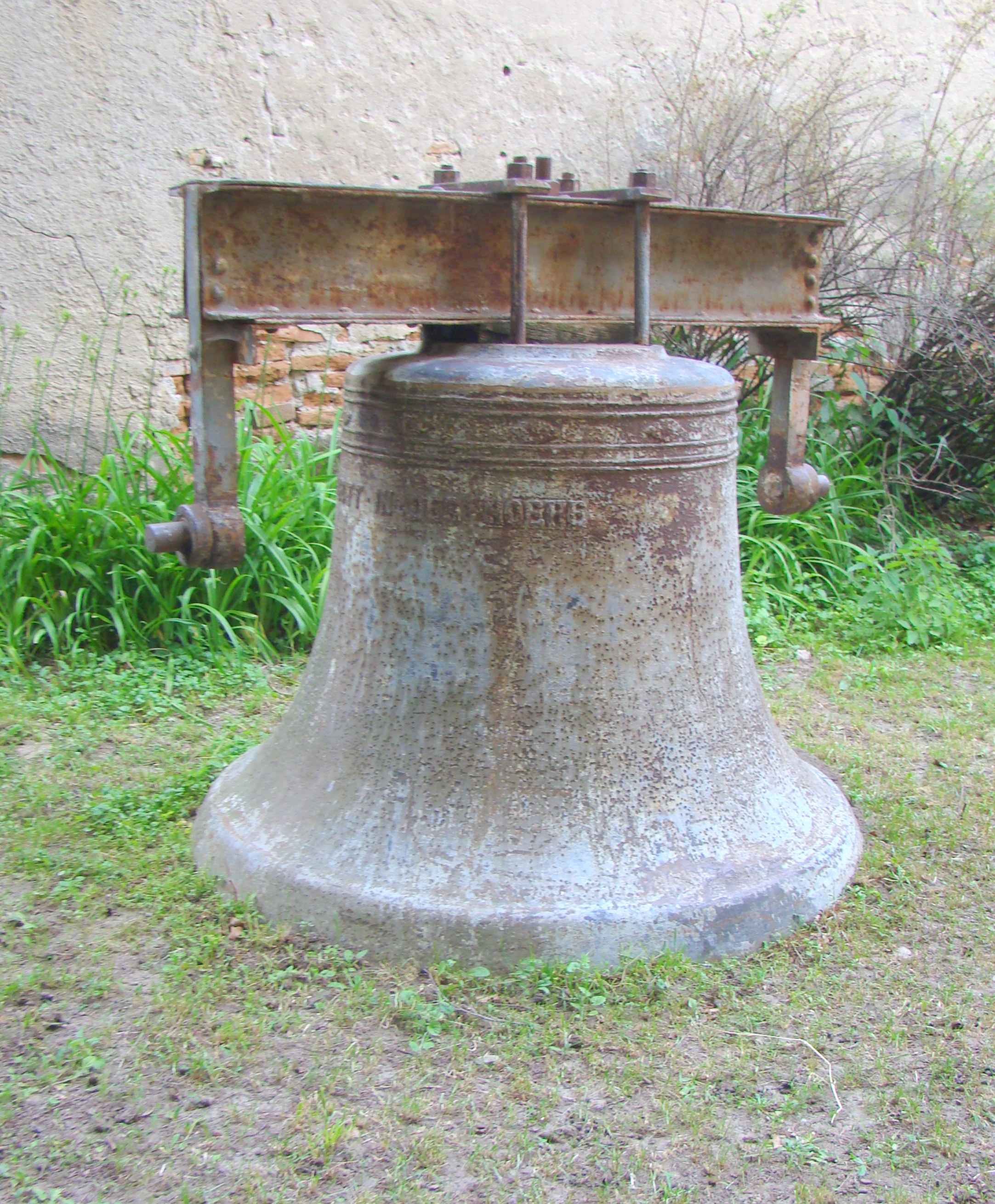
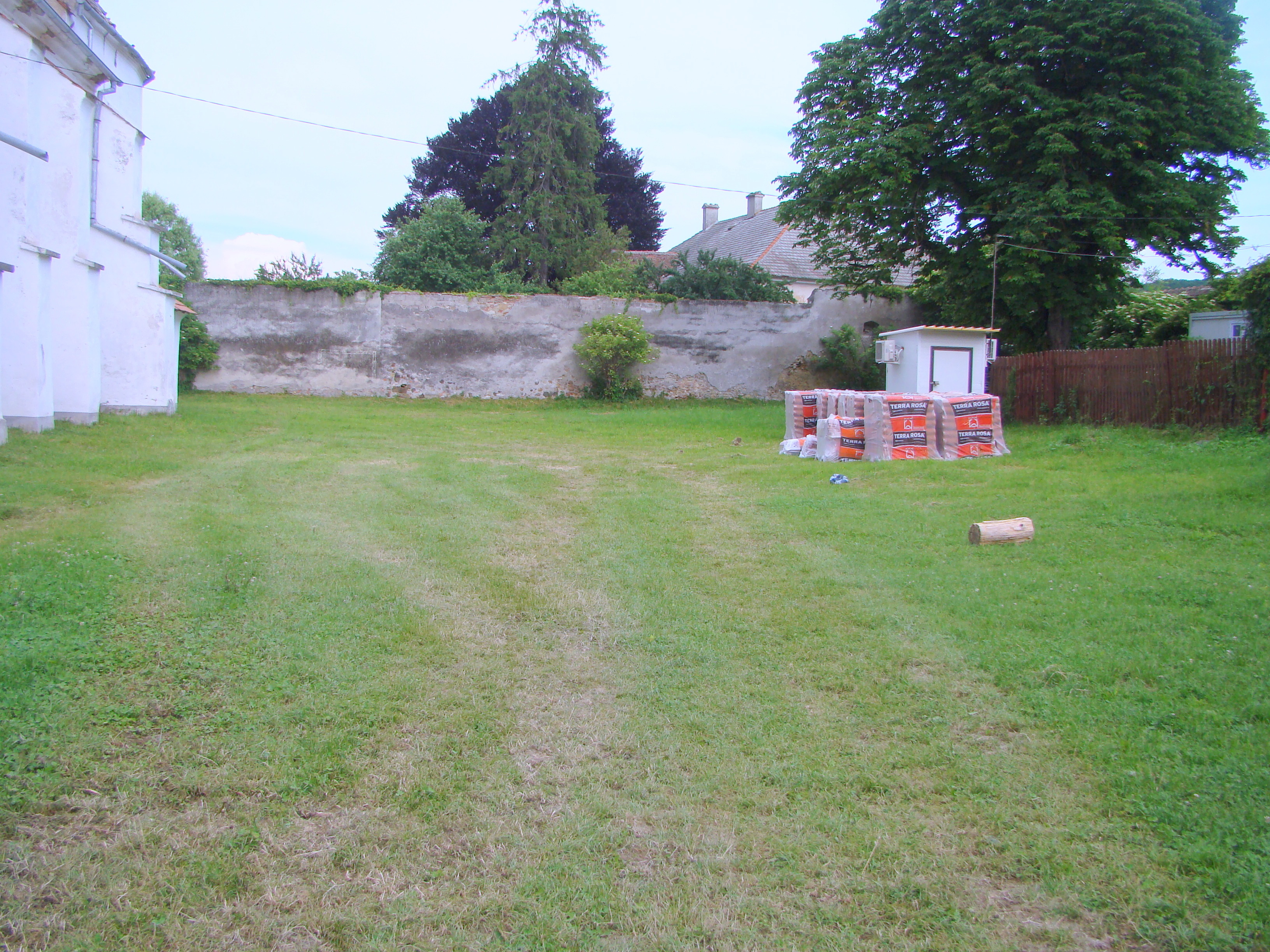
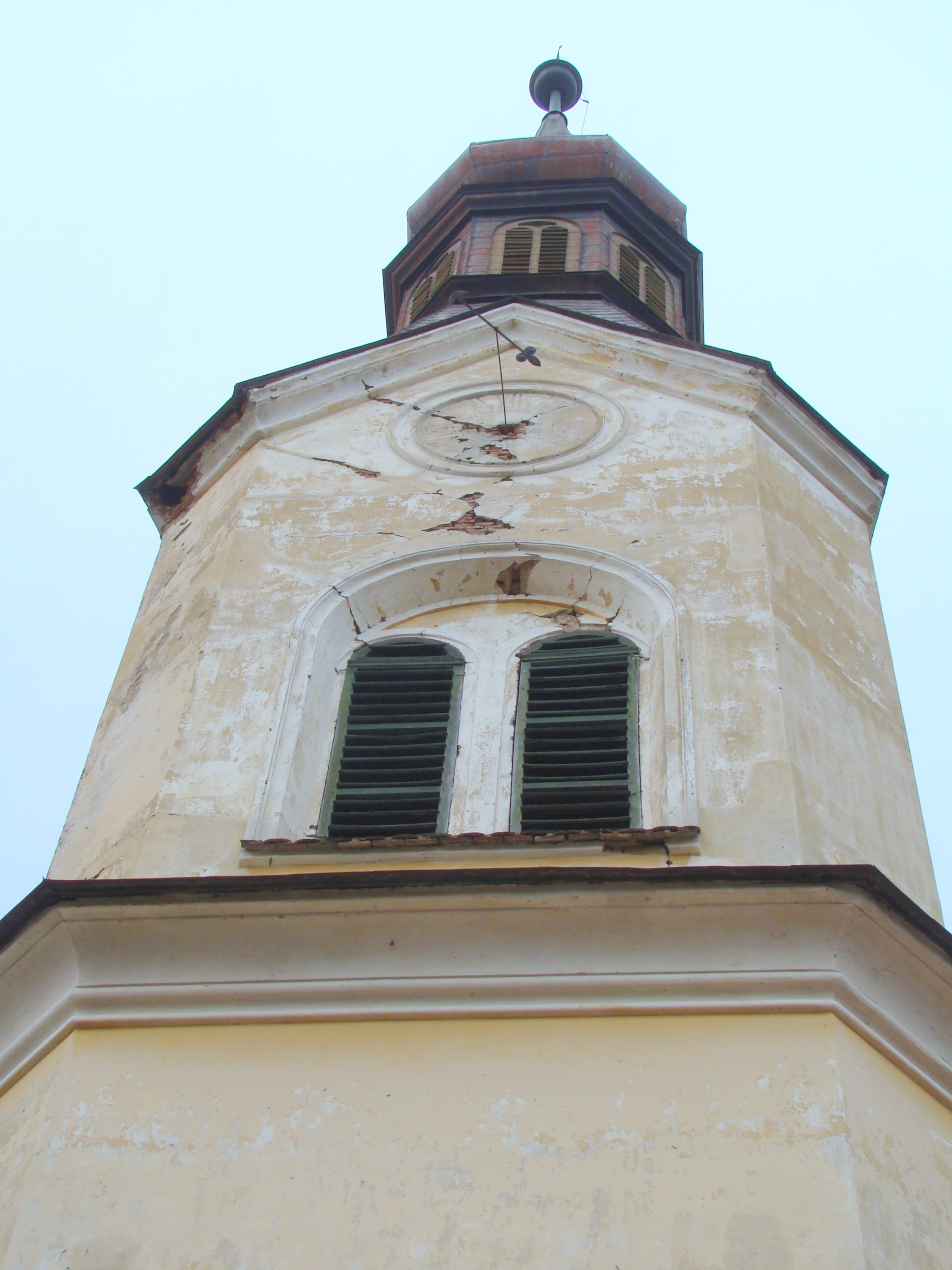
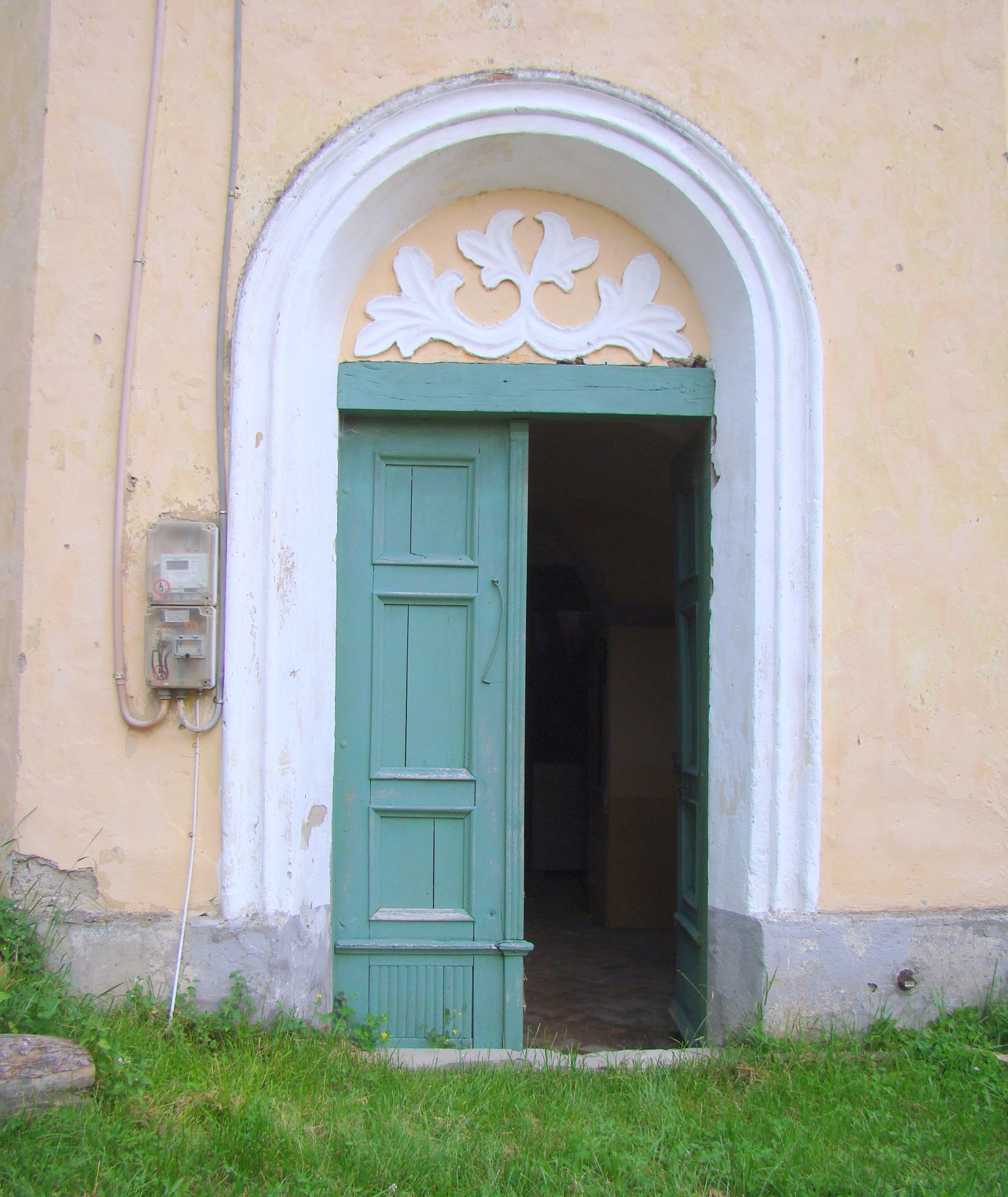
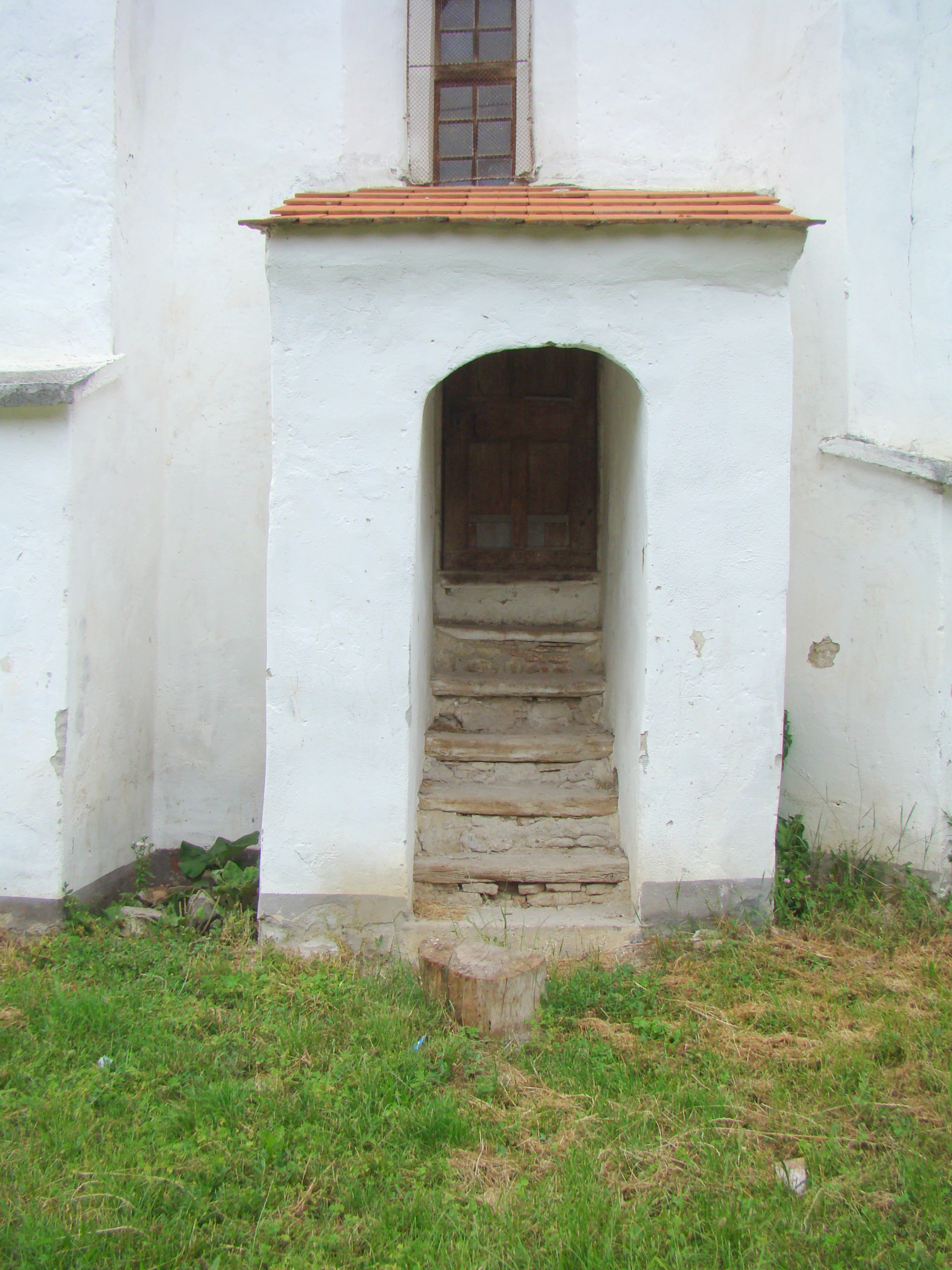
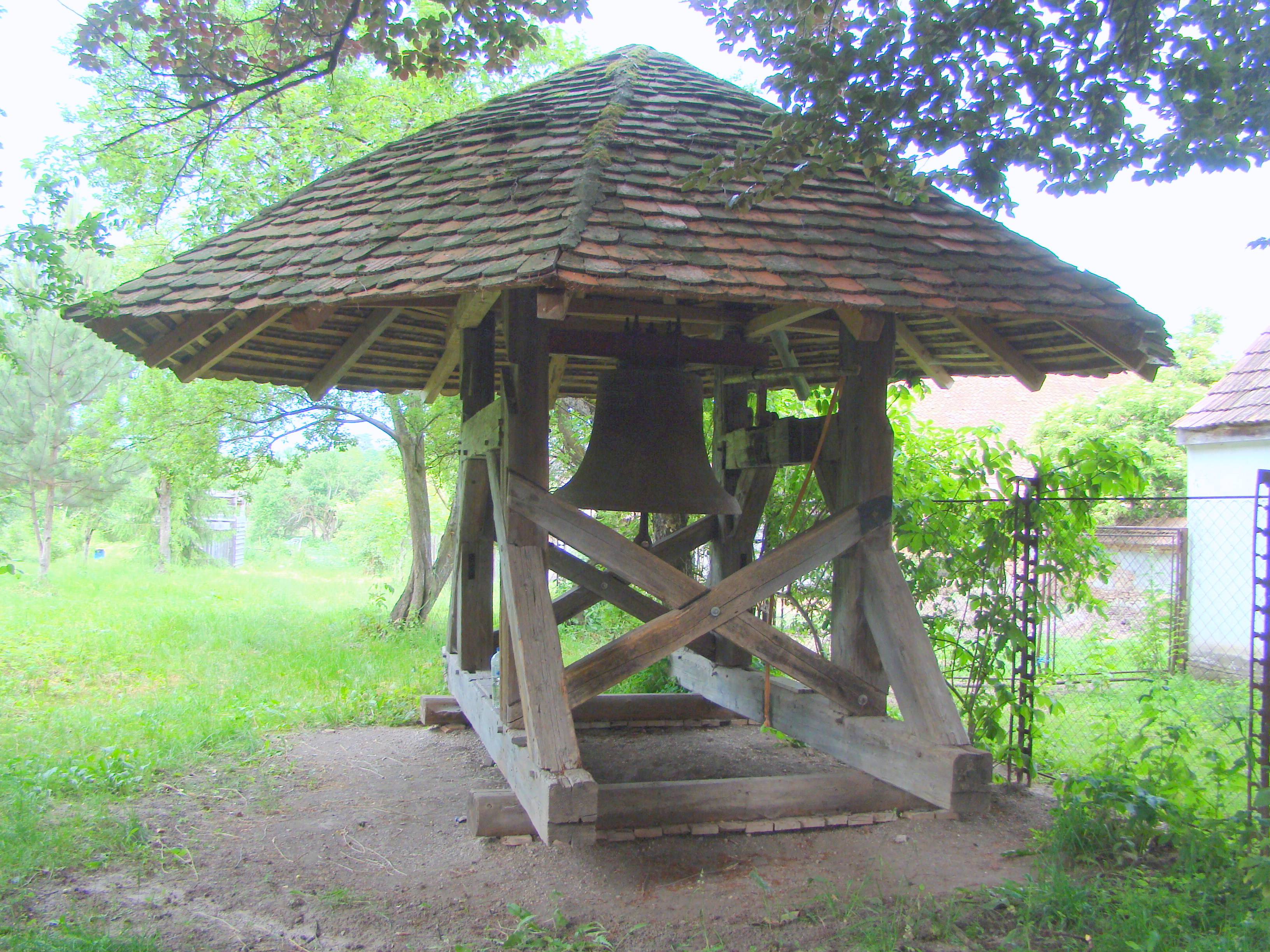
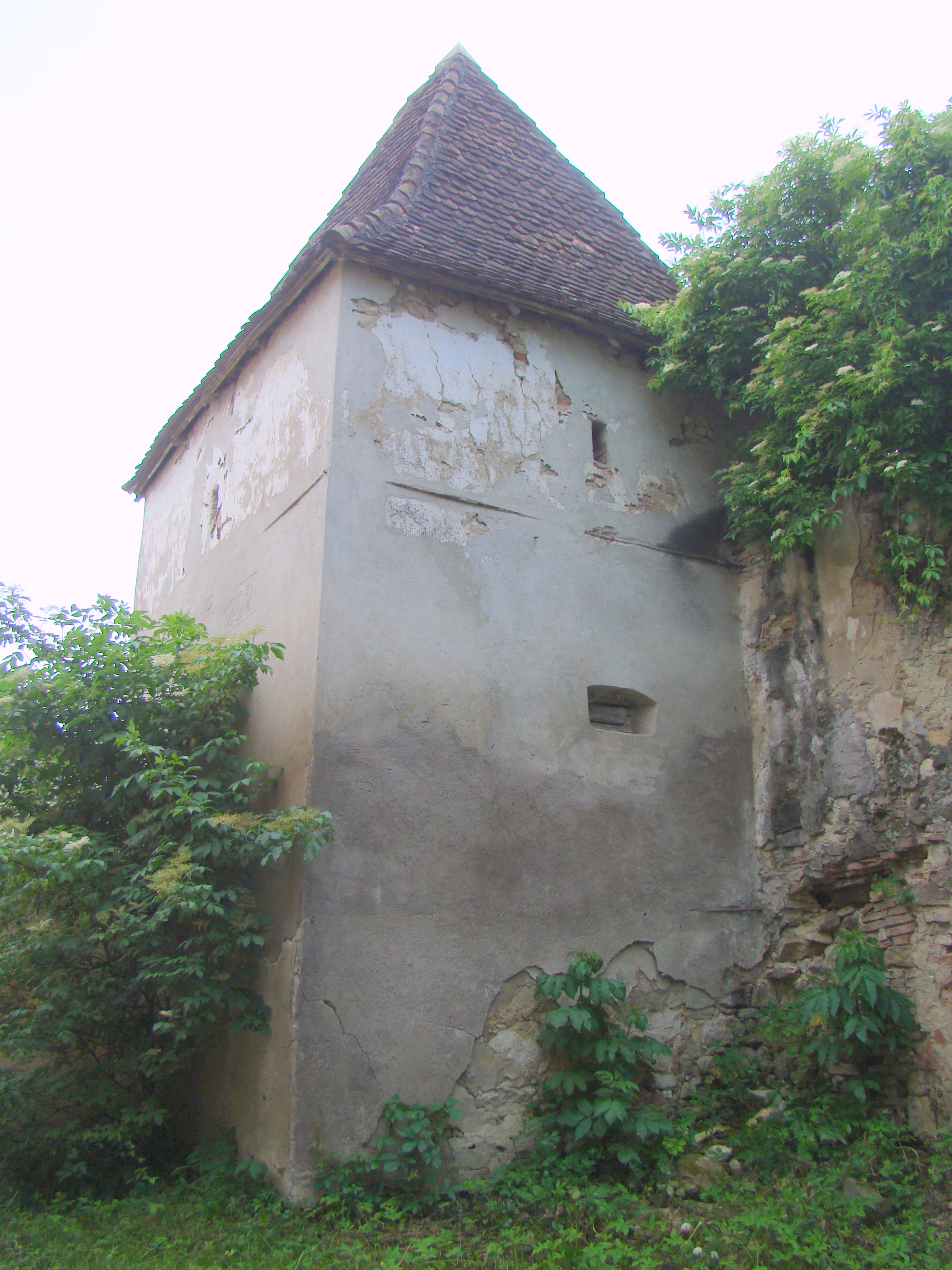
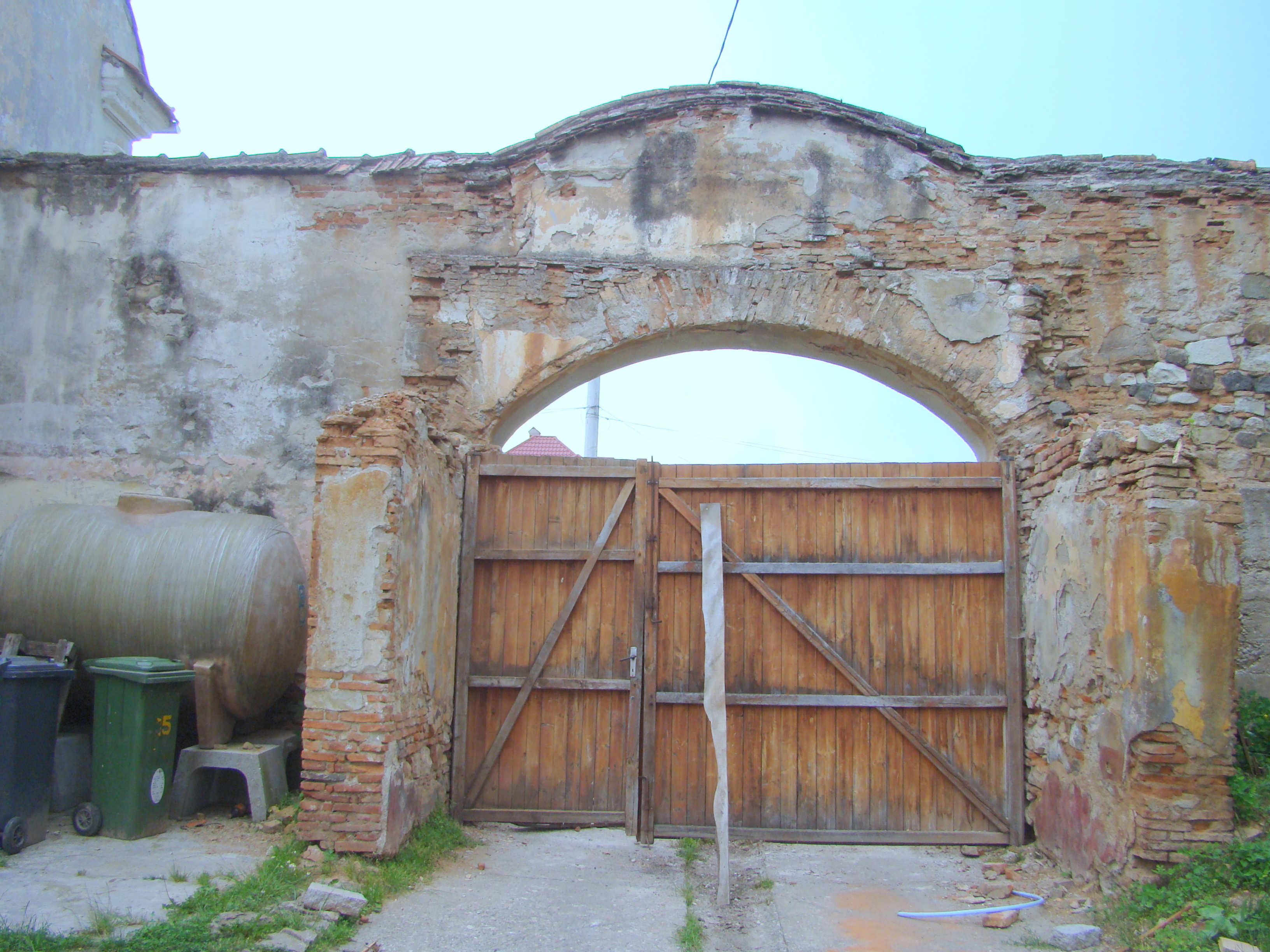

## Imagini din interior

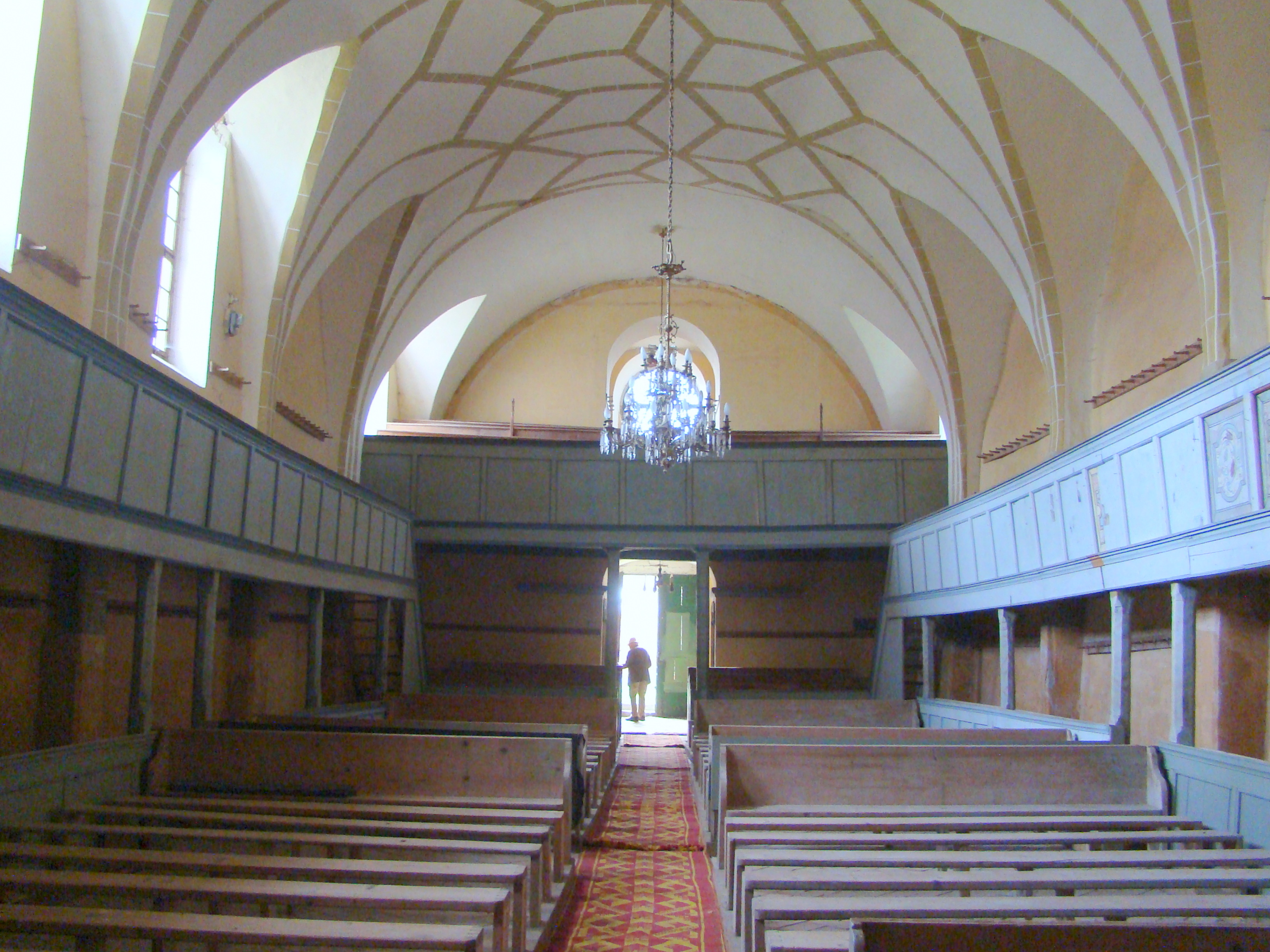
Nava spre ieşire
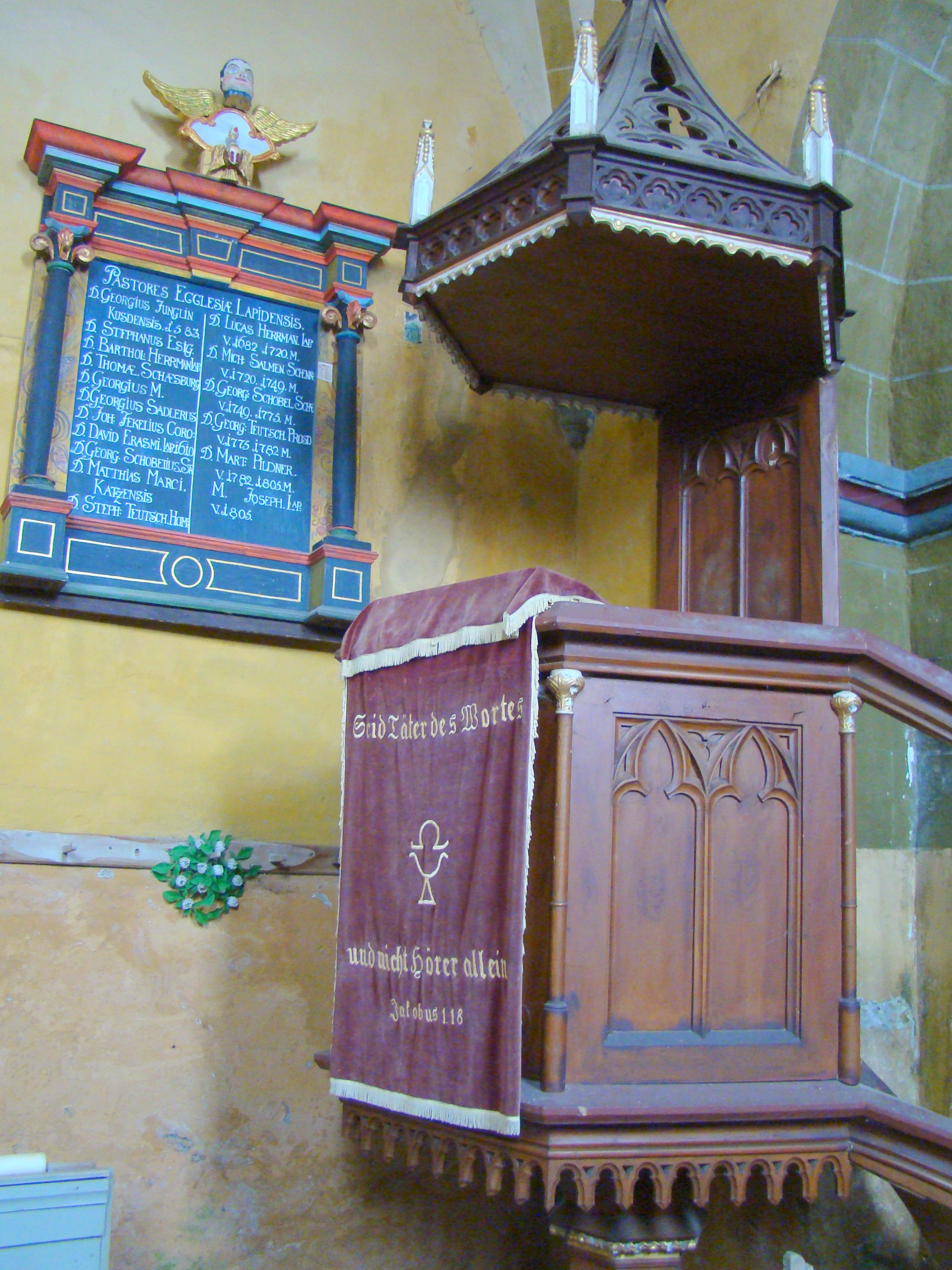
Amvonul
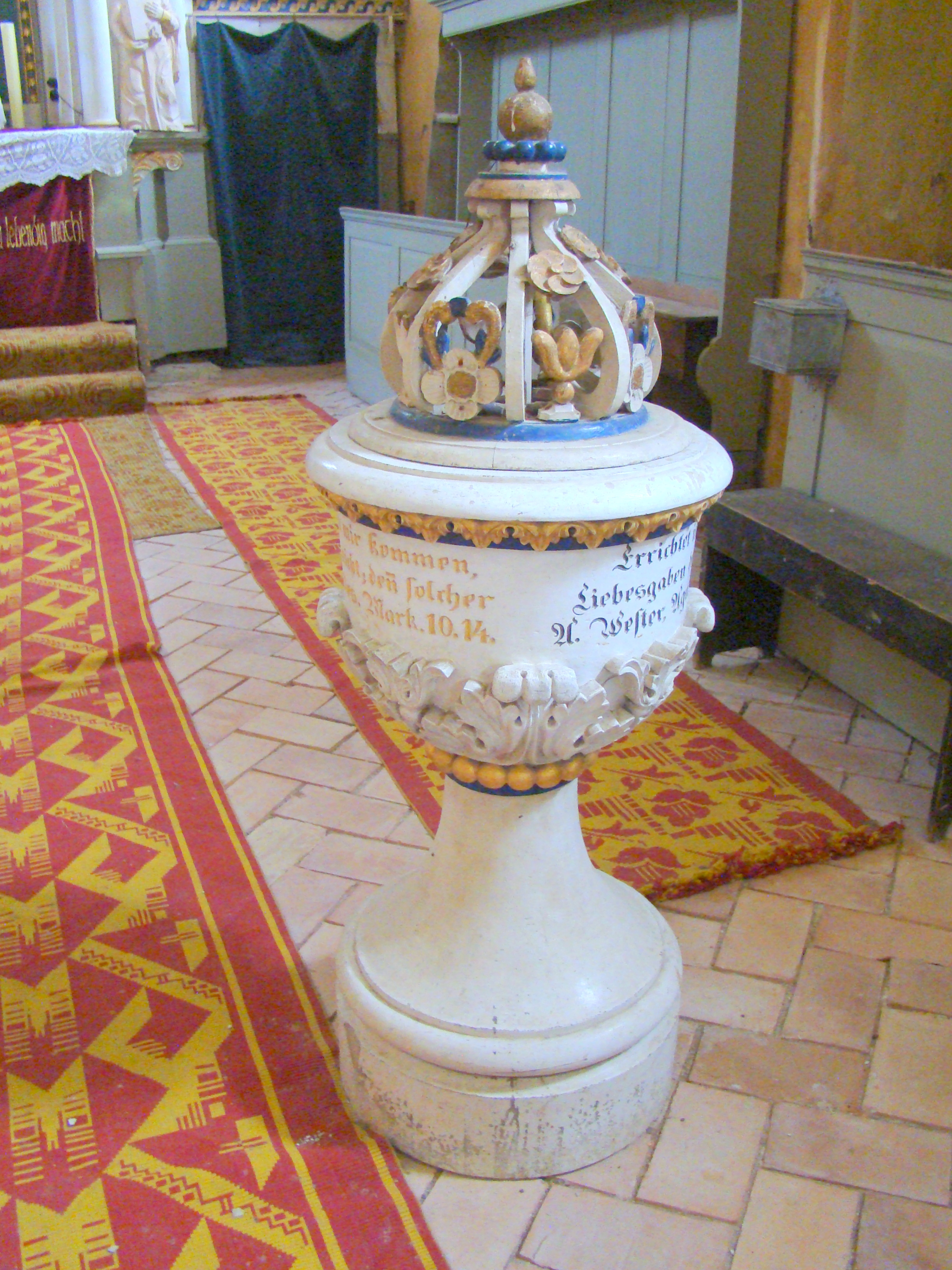
Cristelnița din piatră
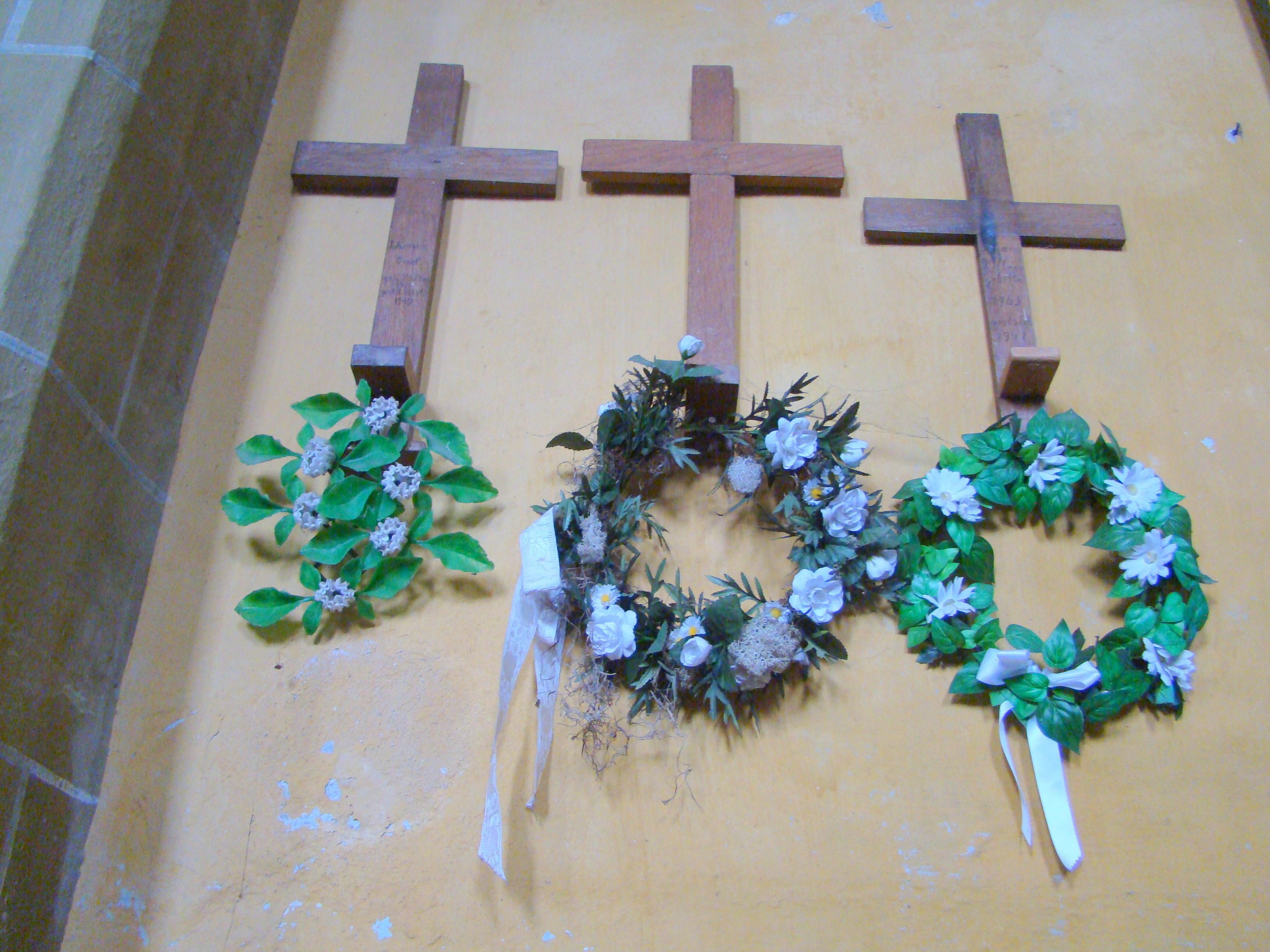
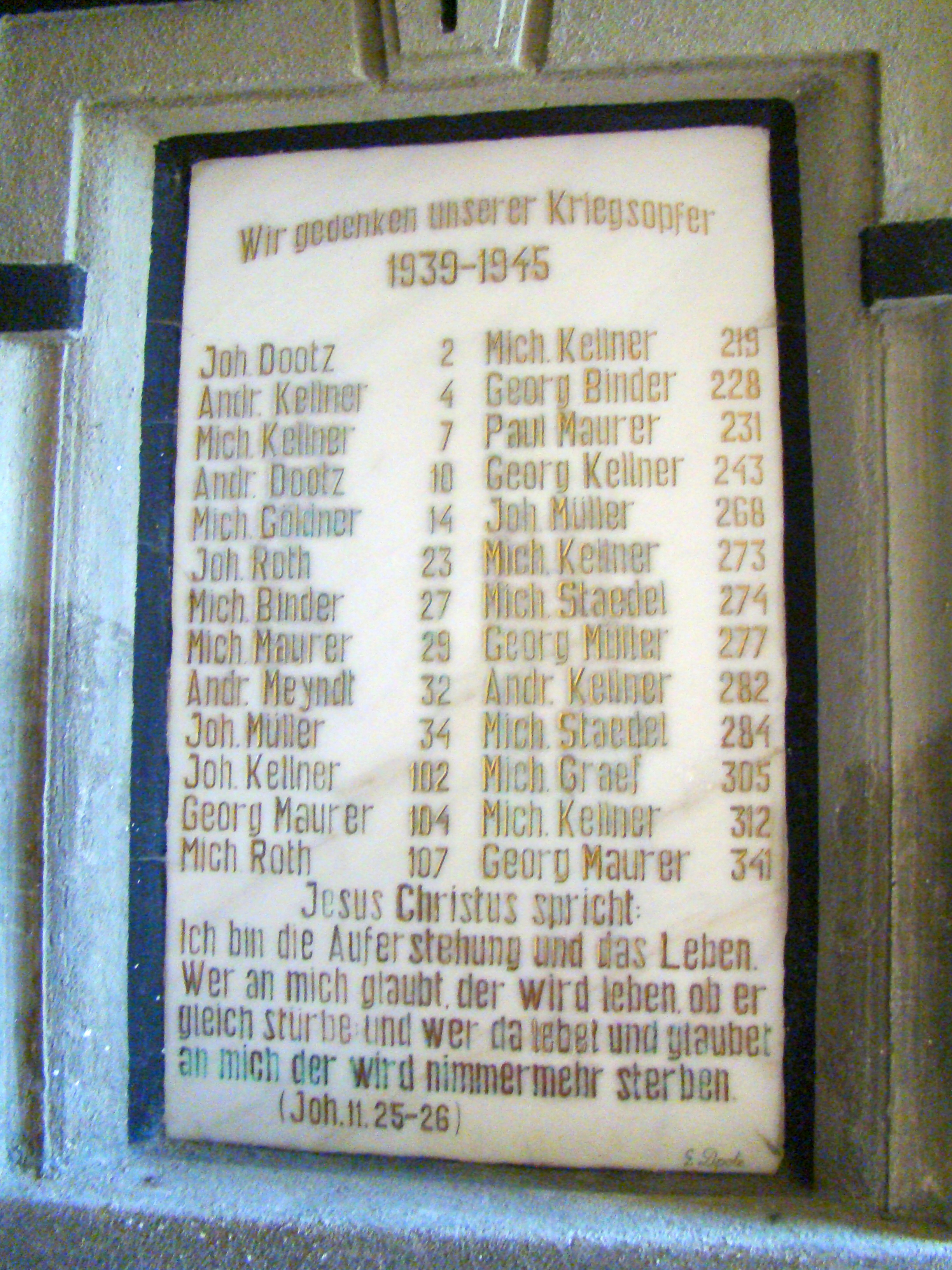
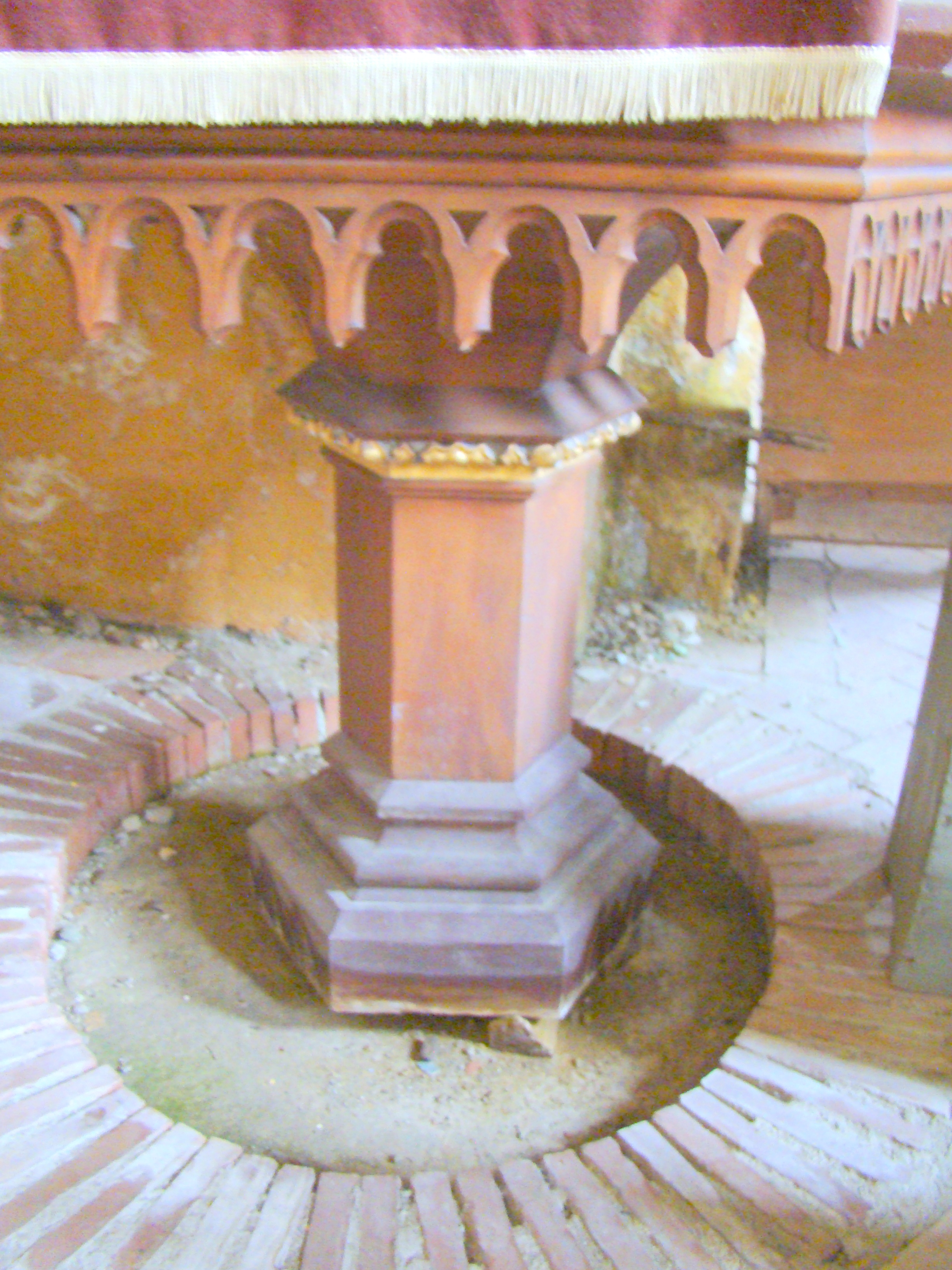
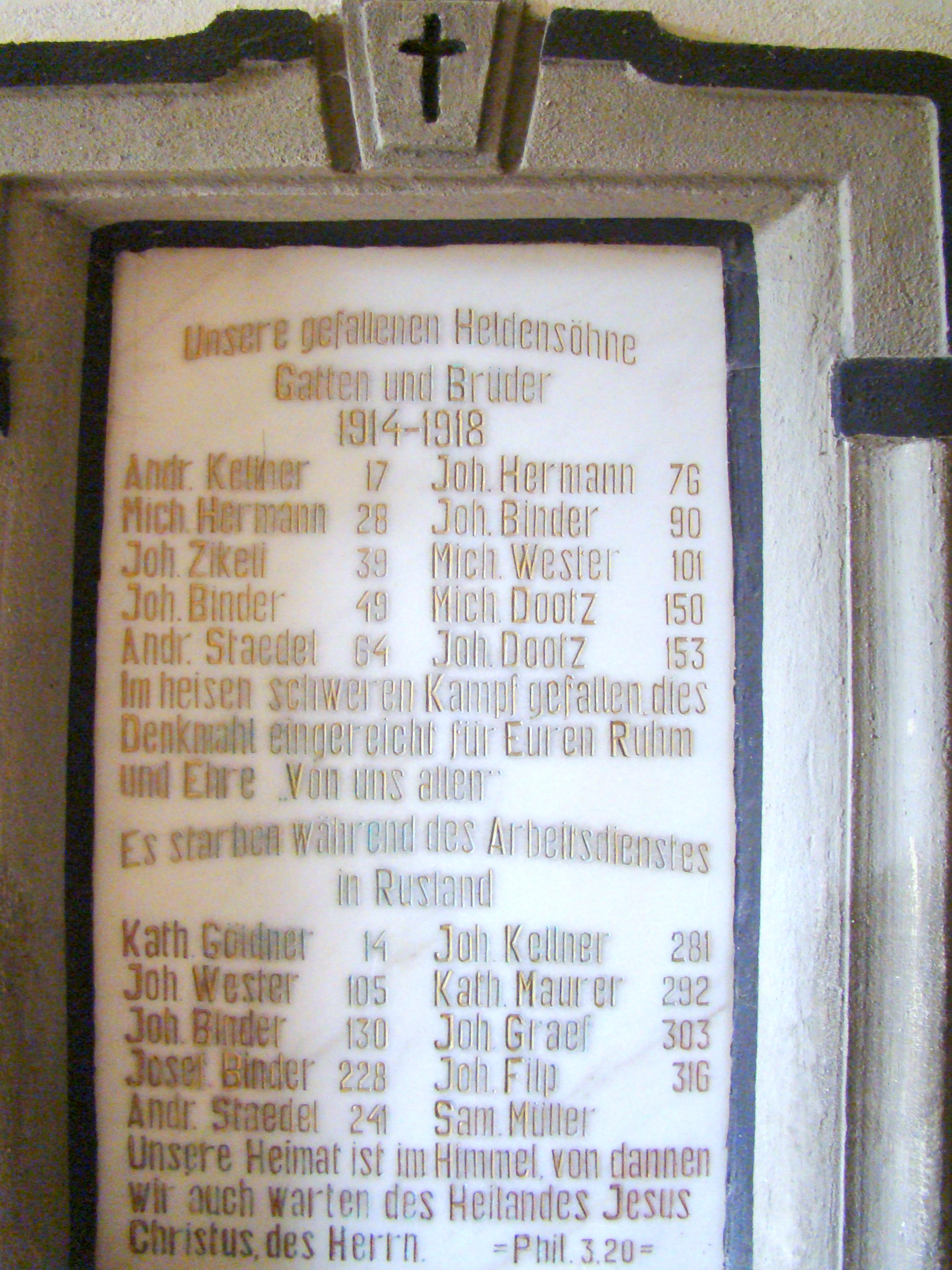
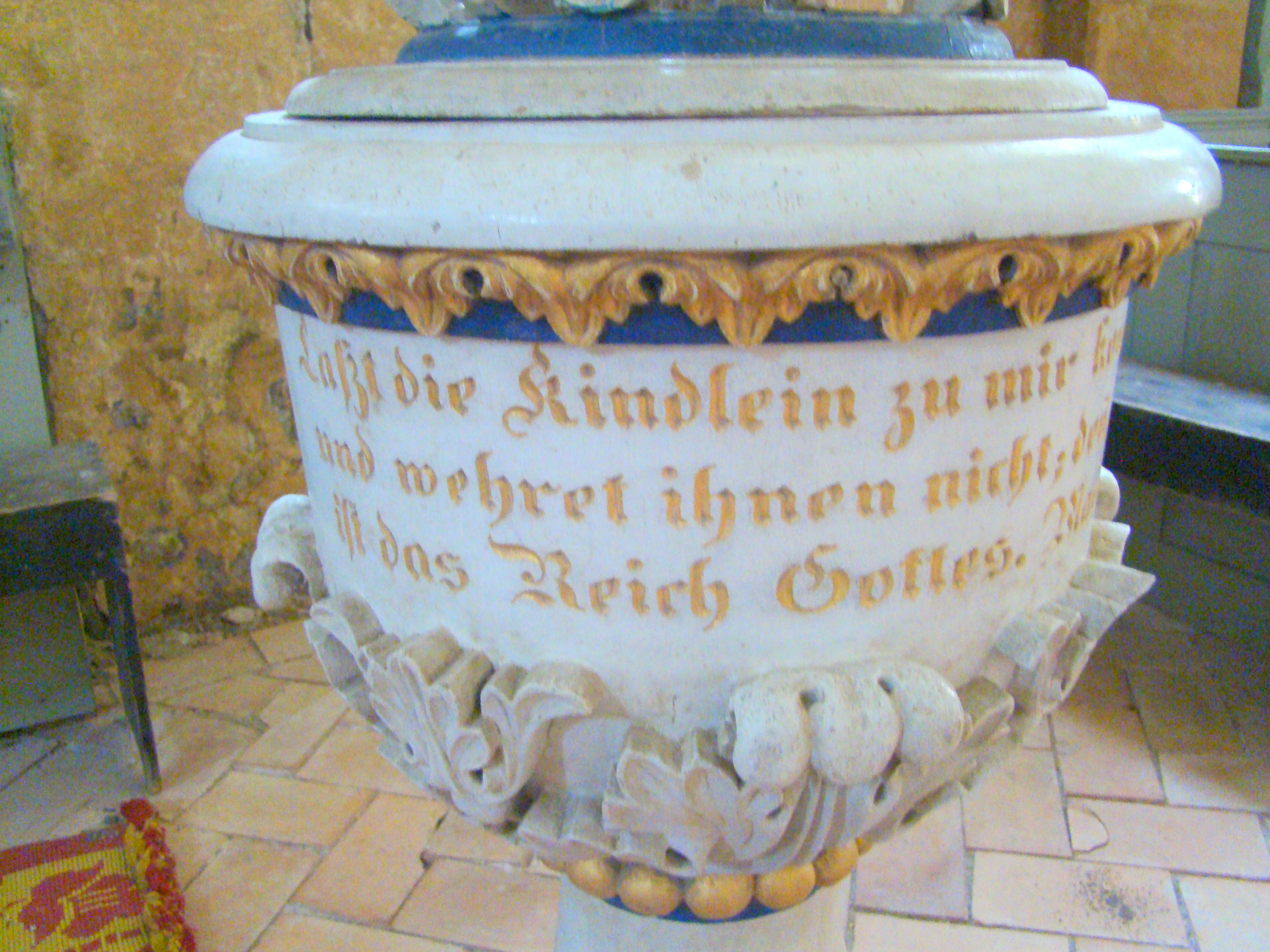
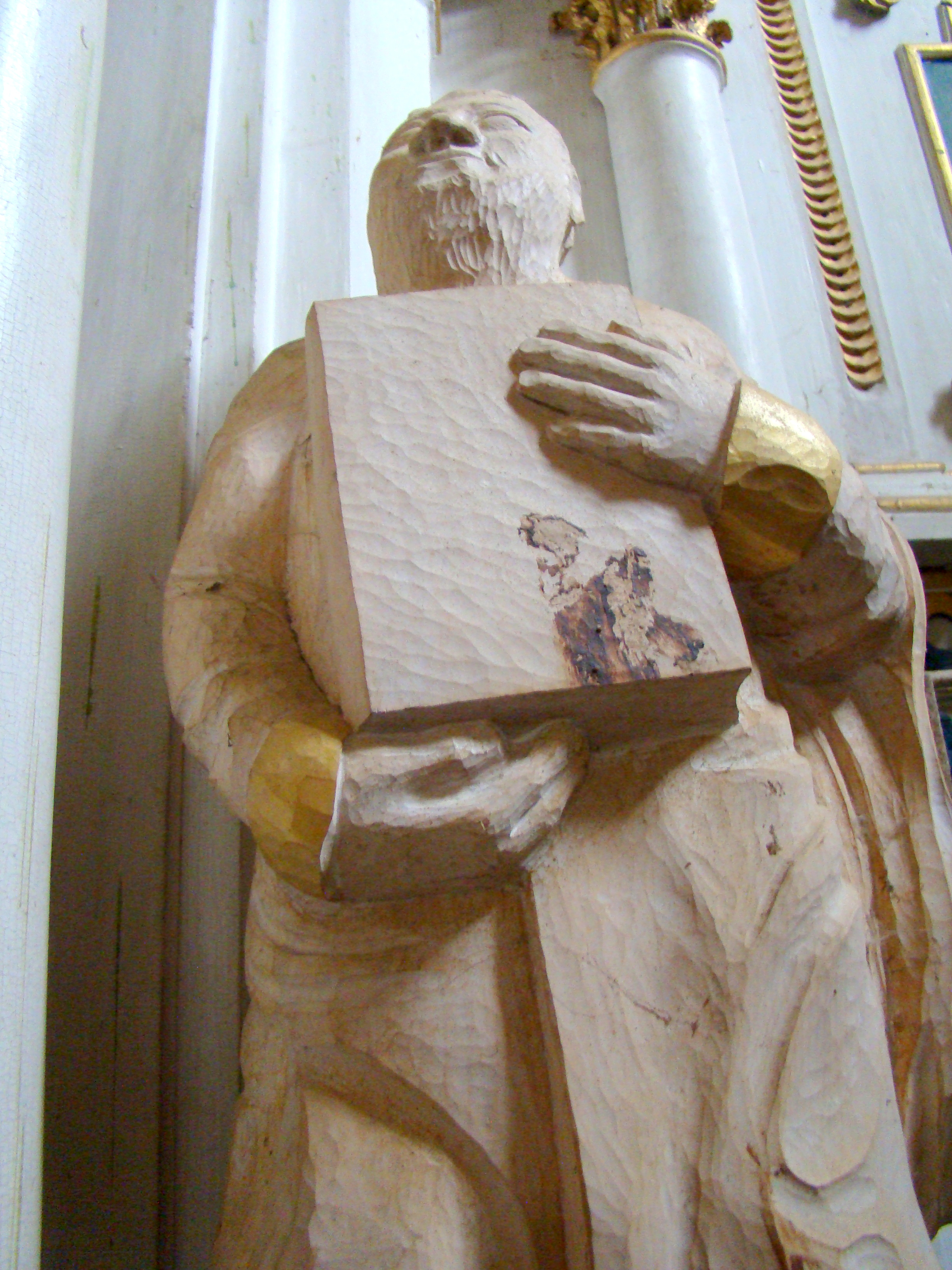
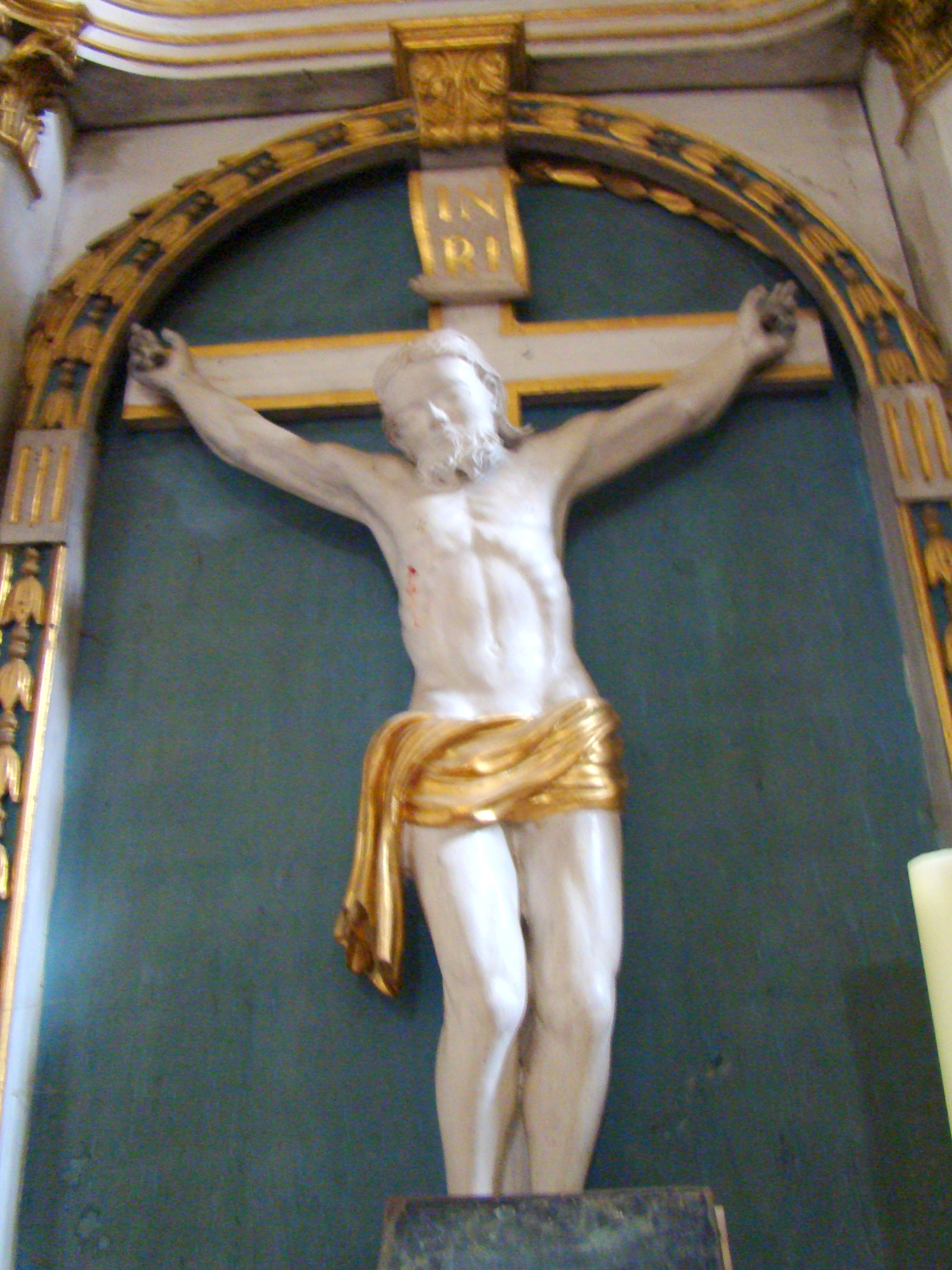
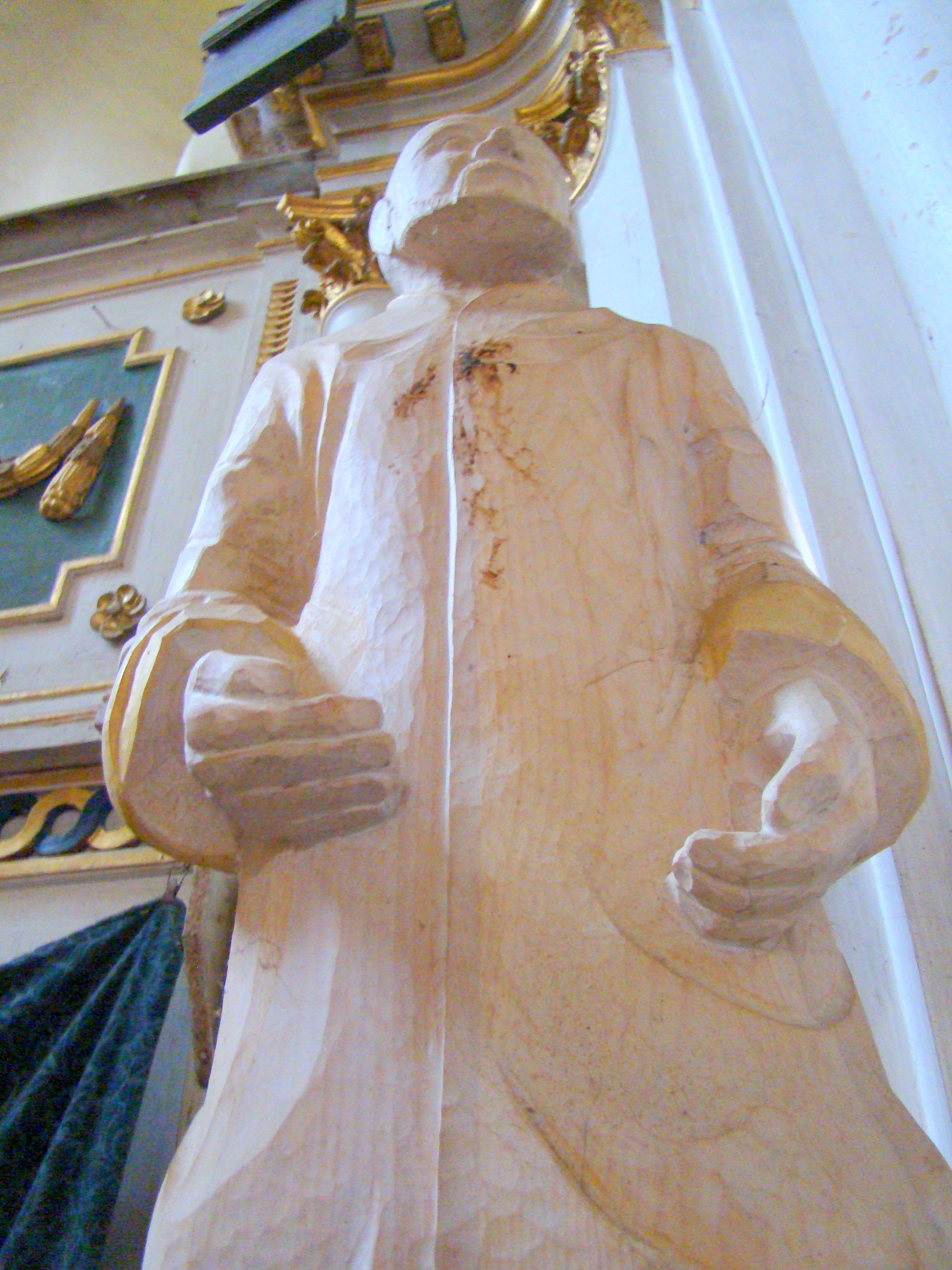
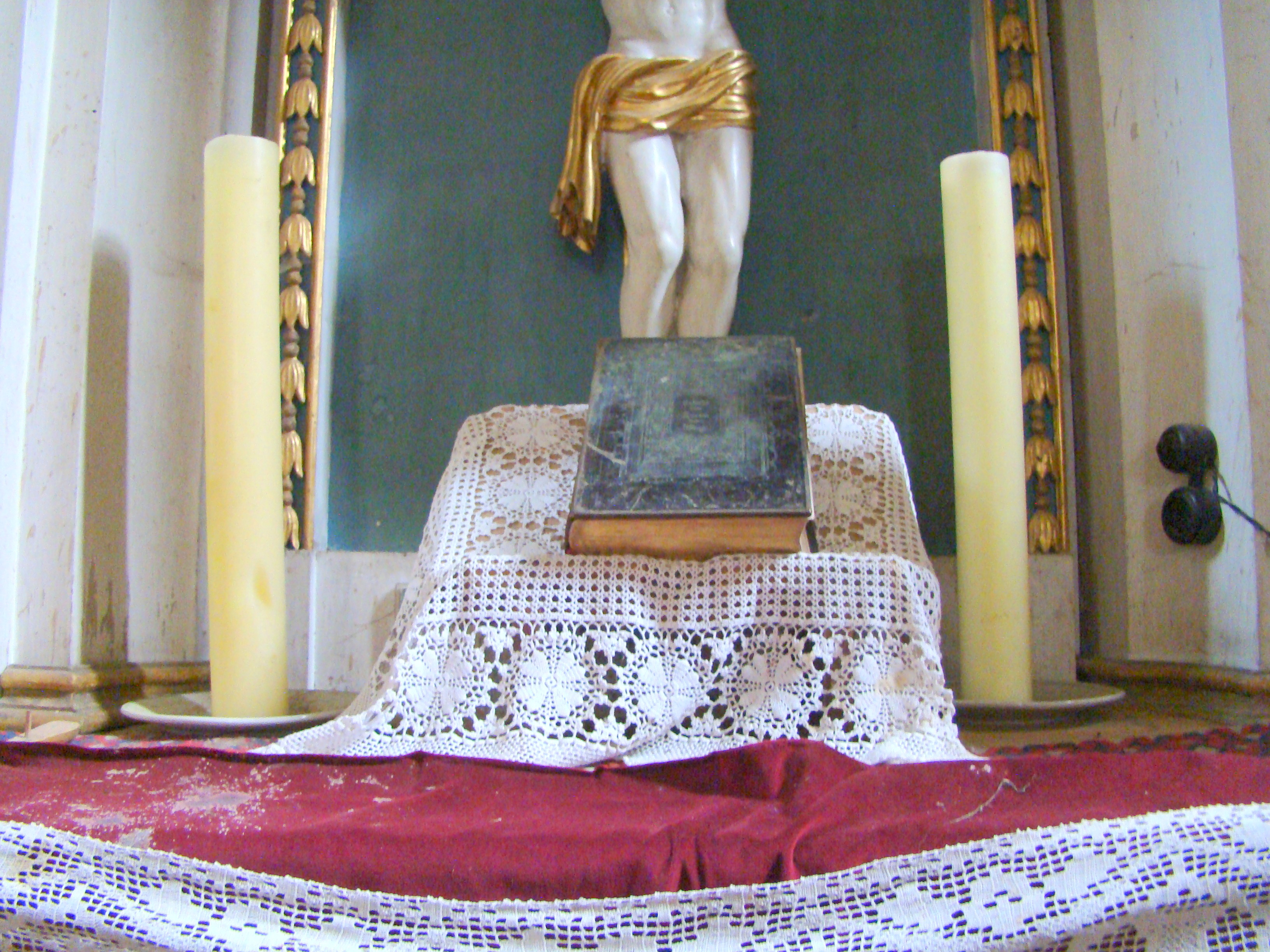
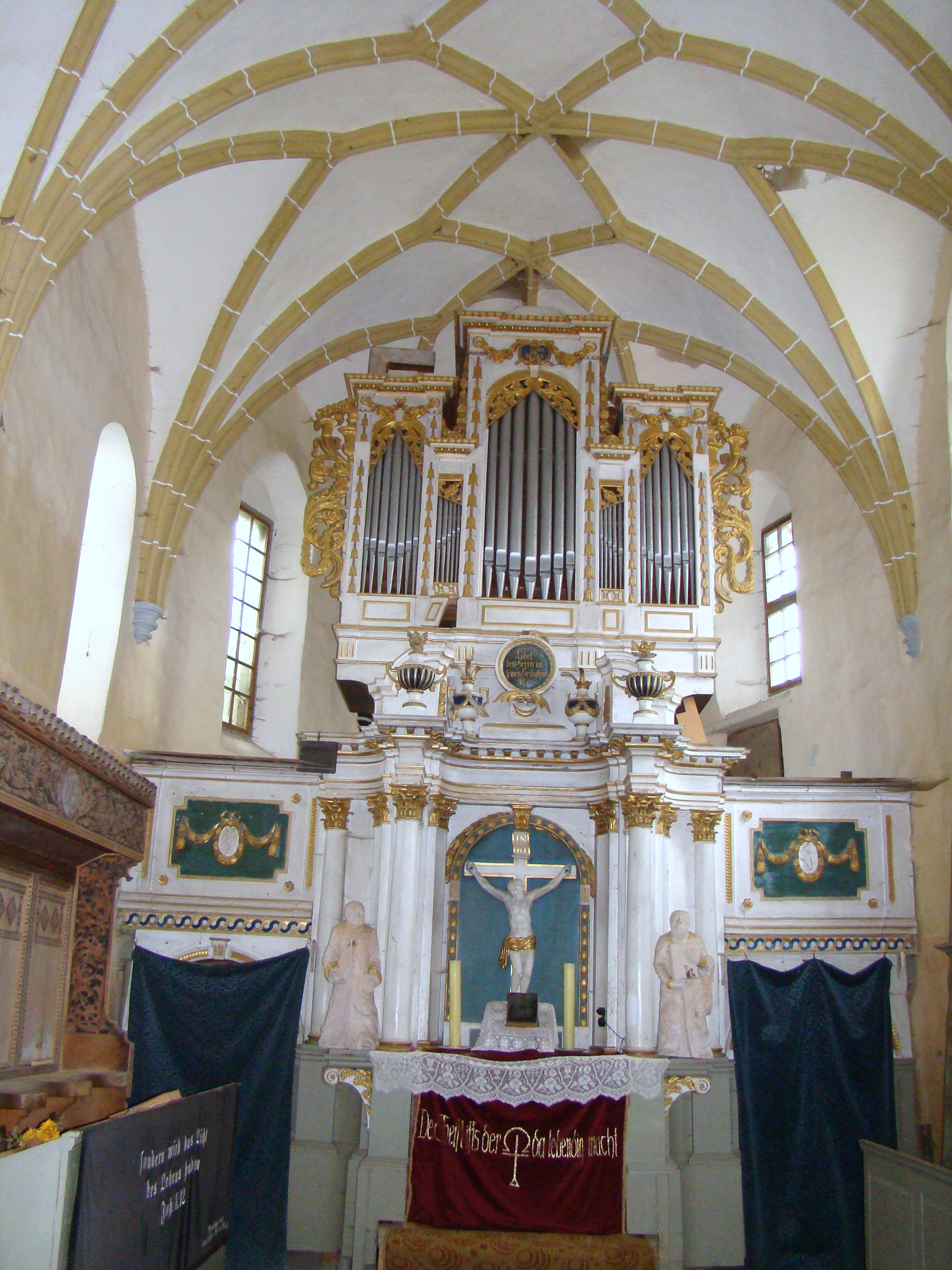
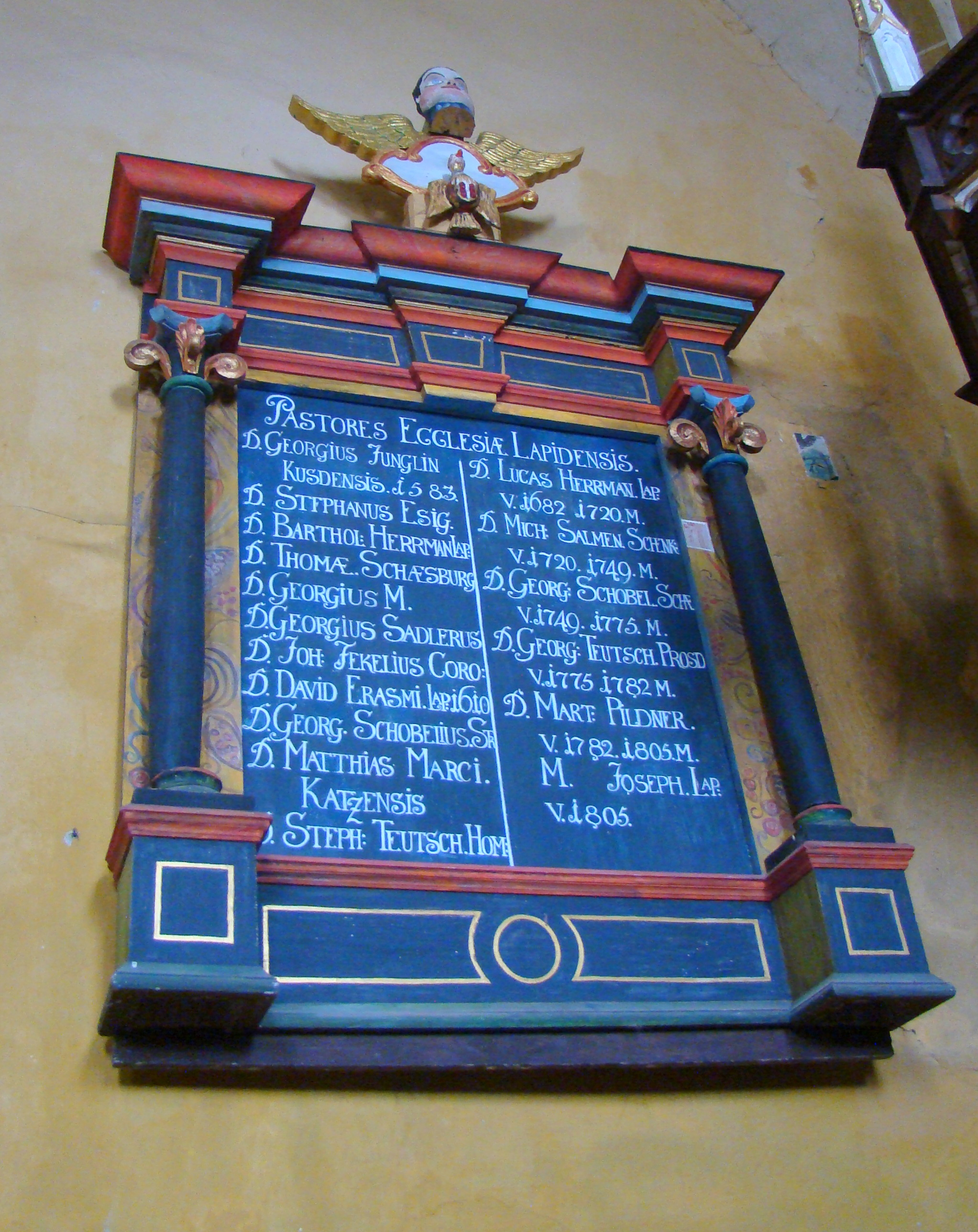
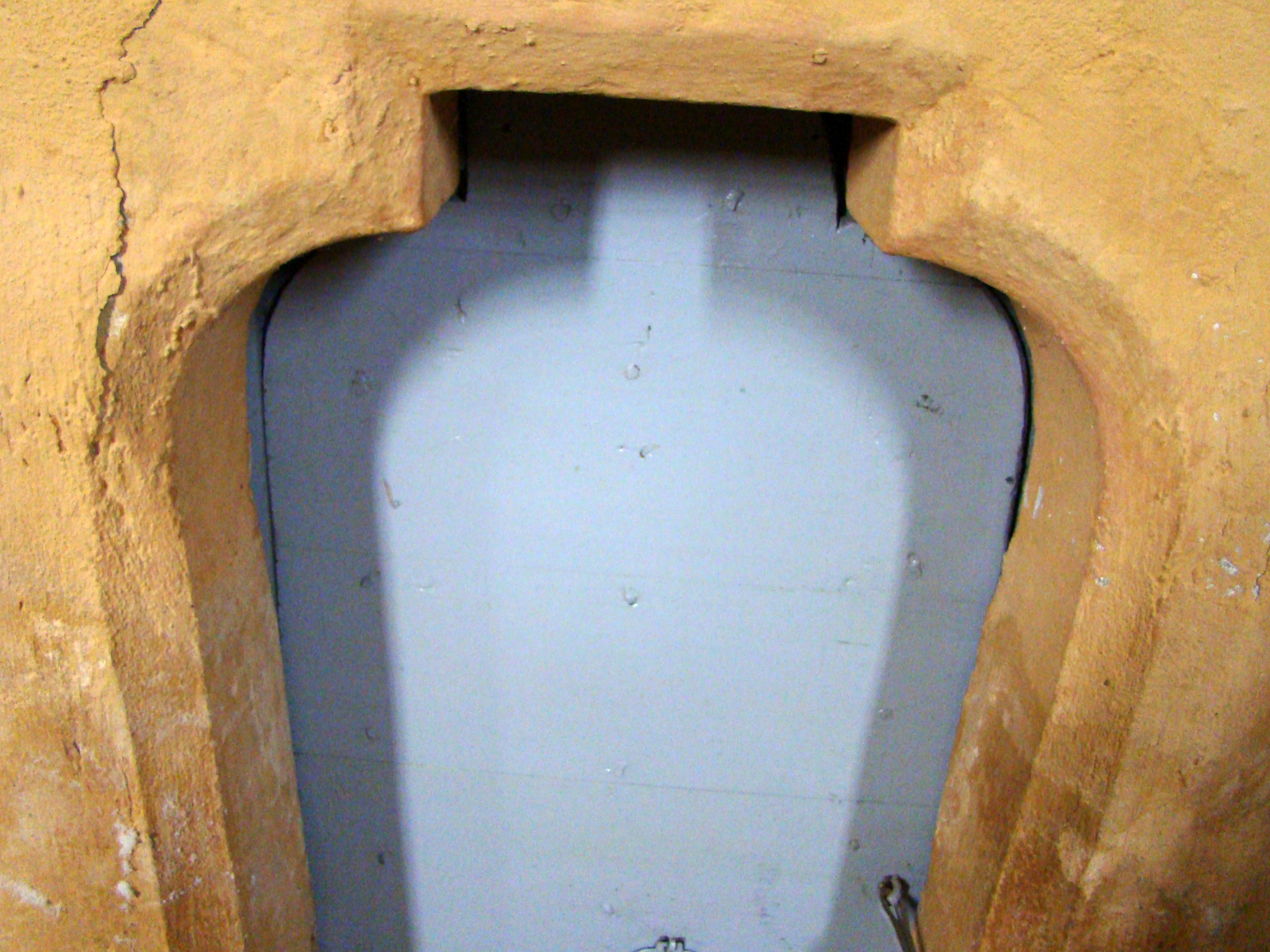
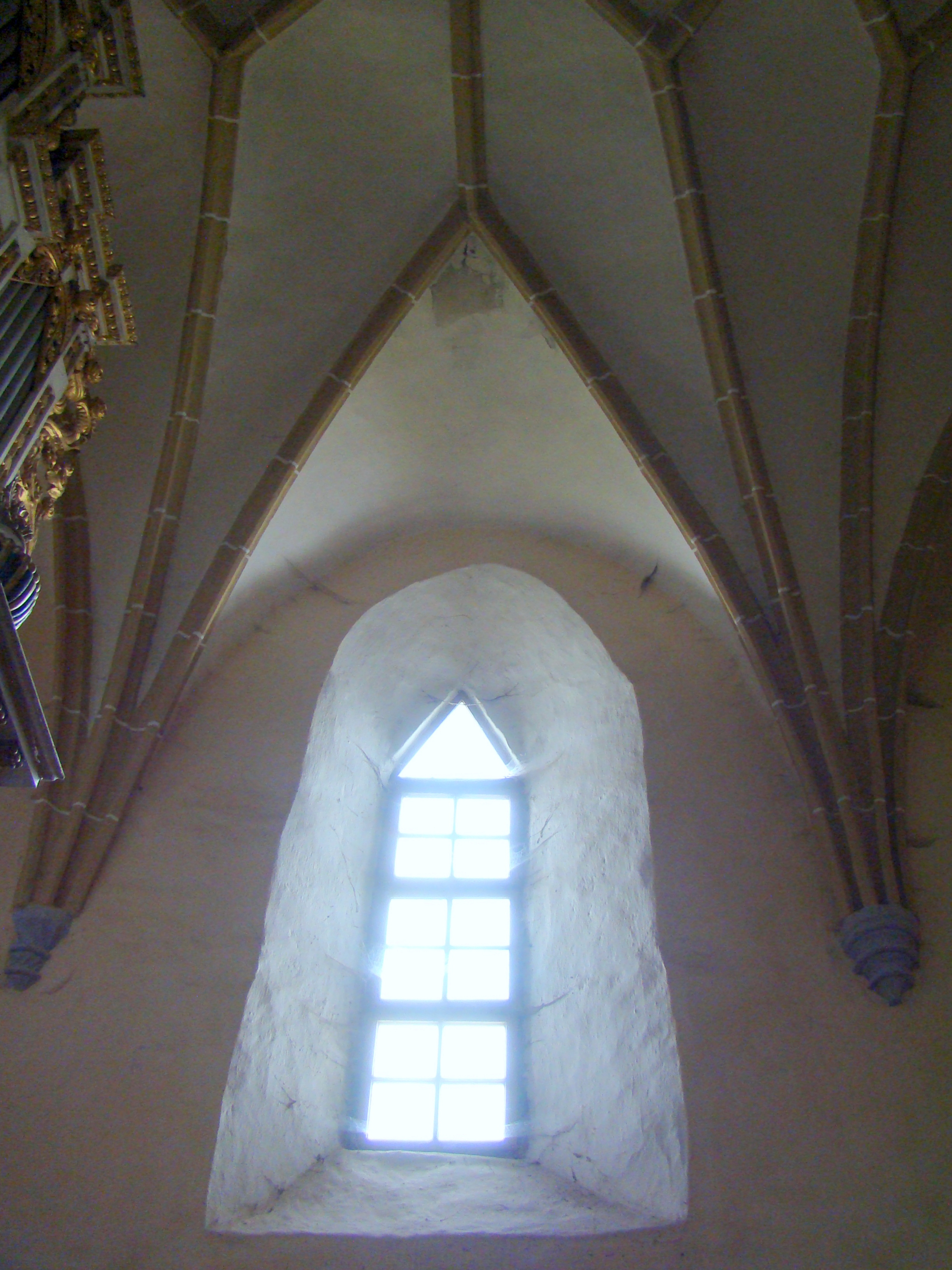
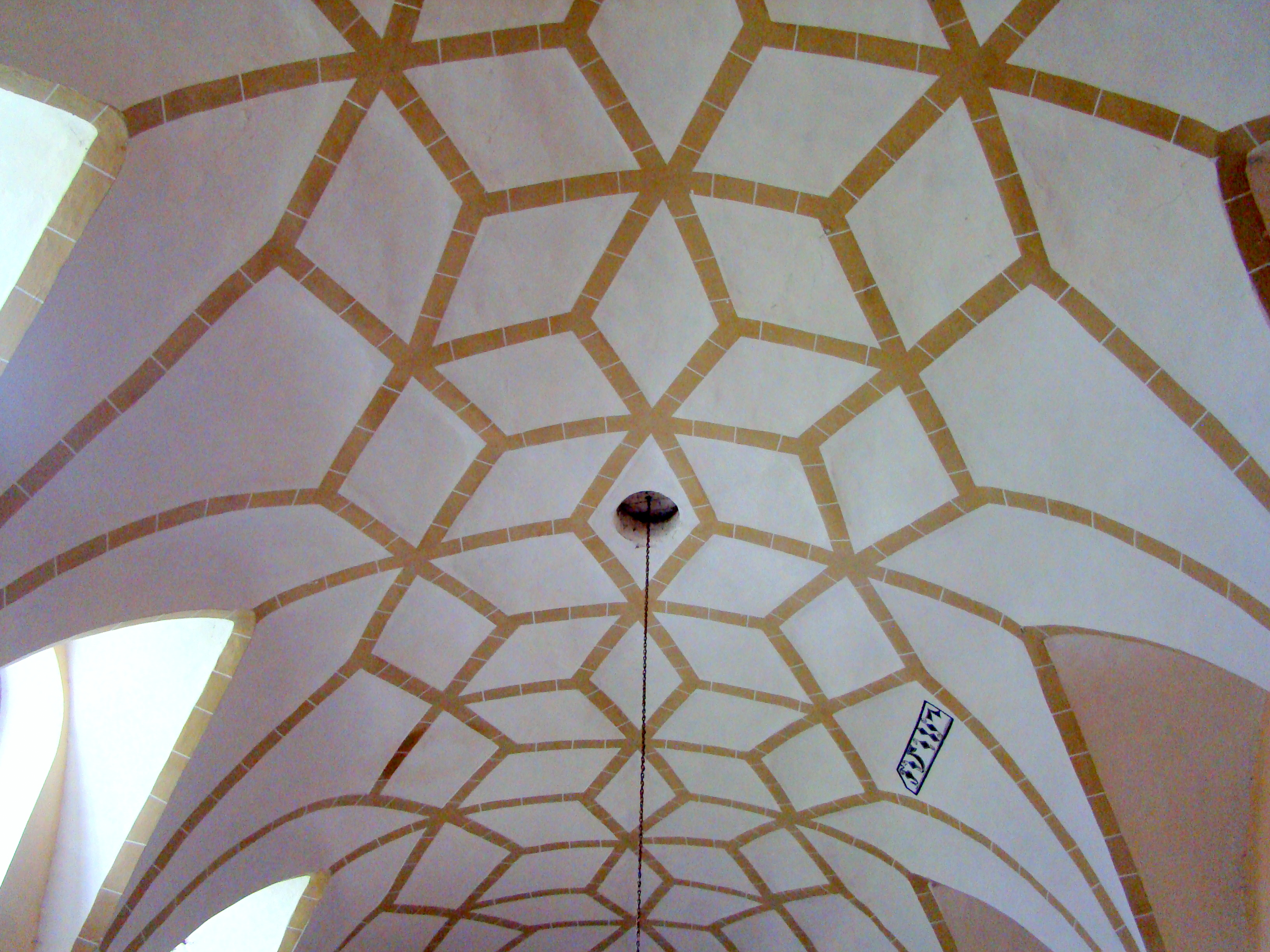
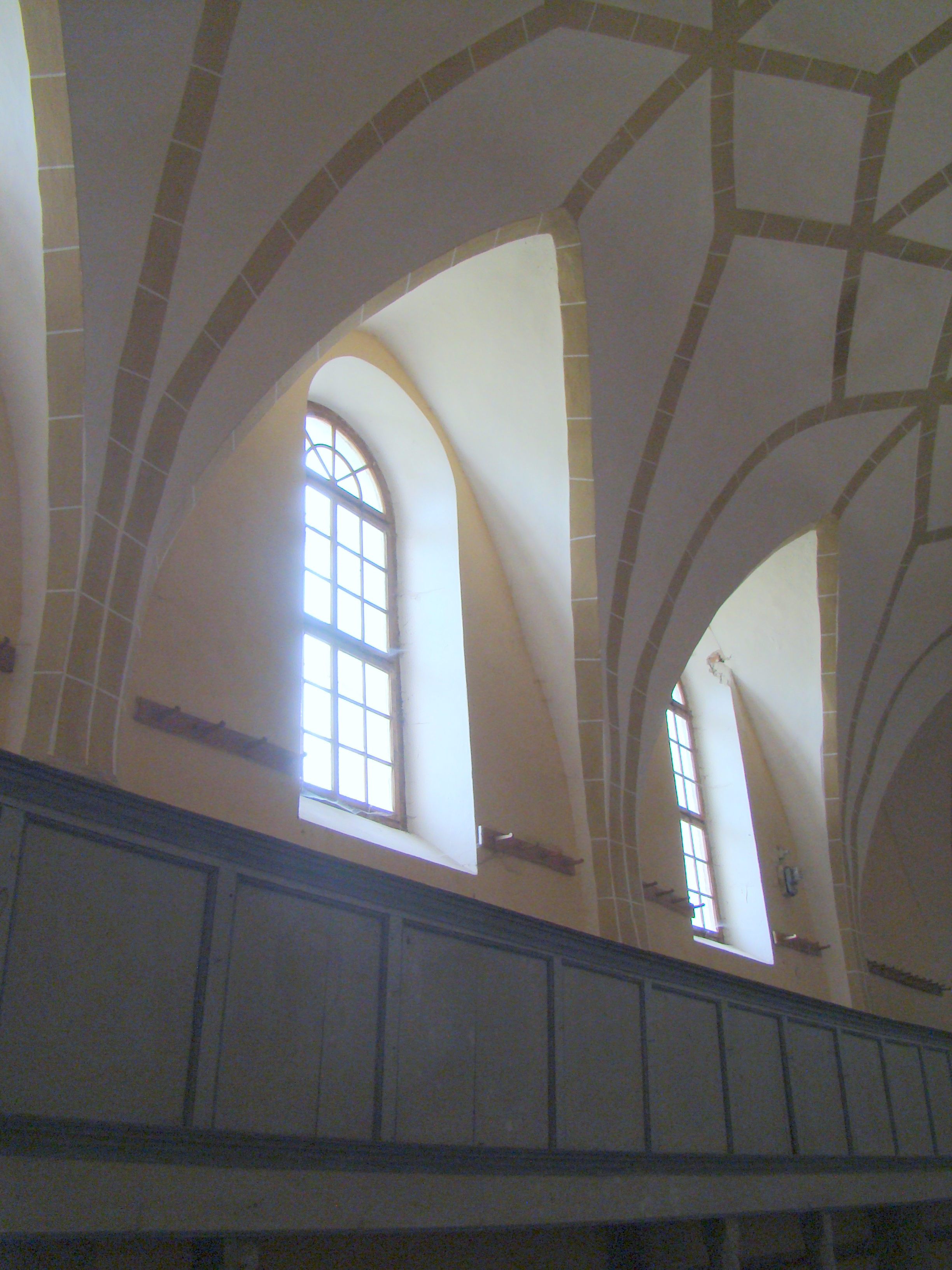
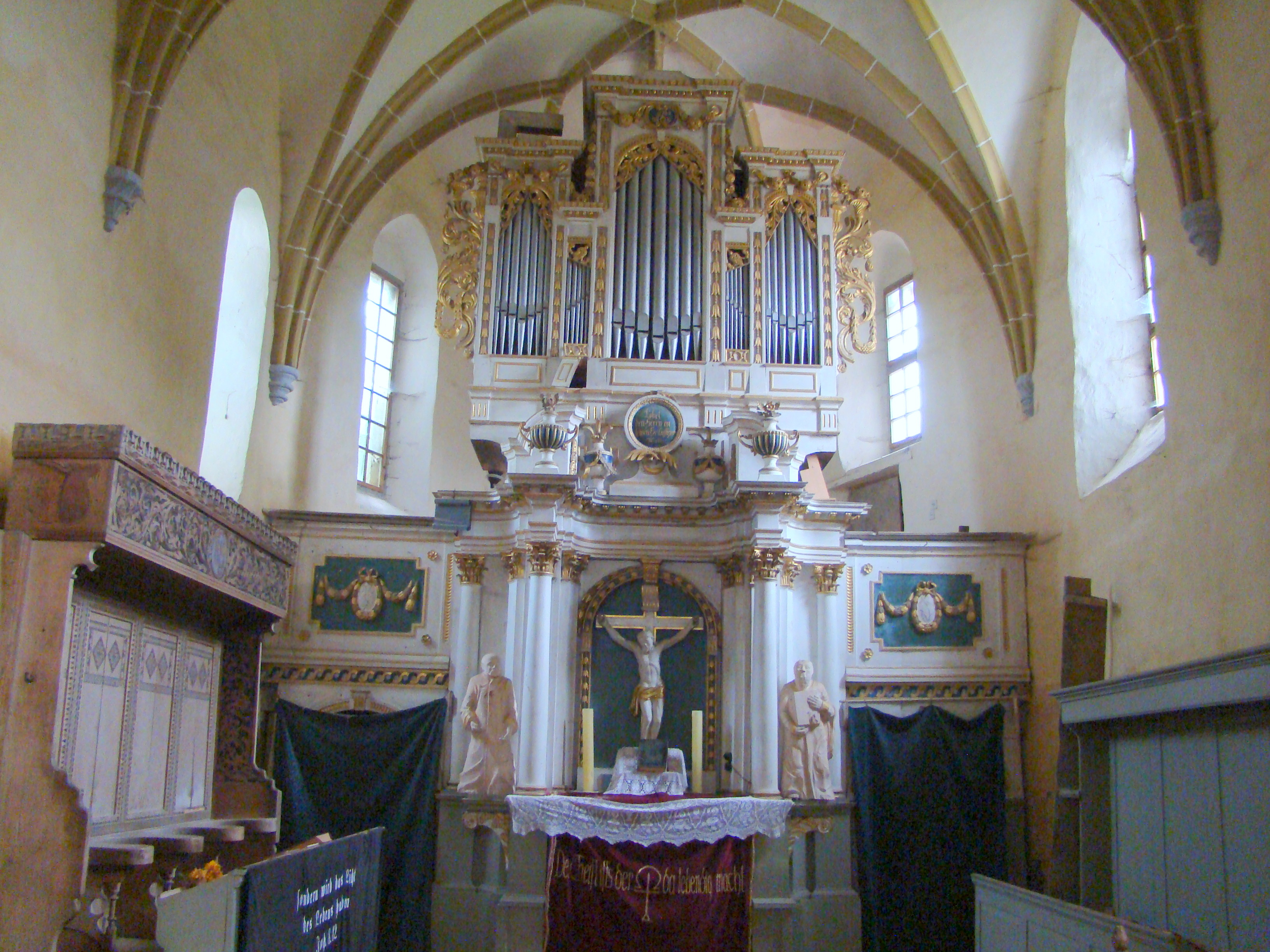
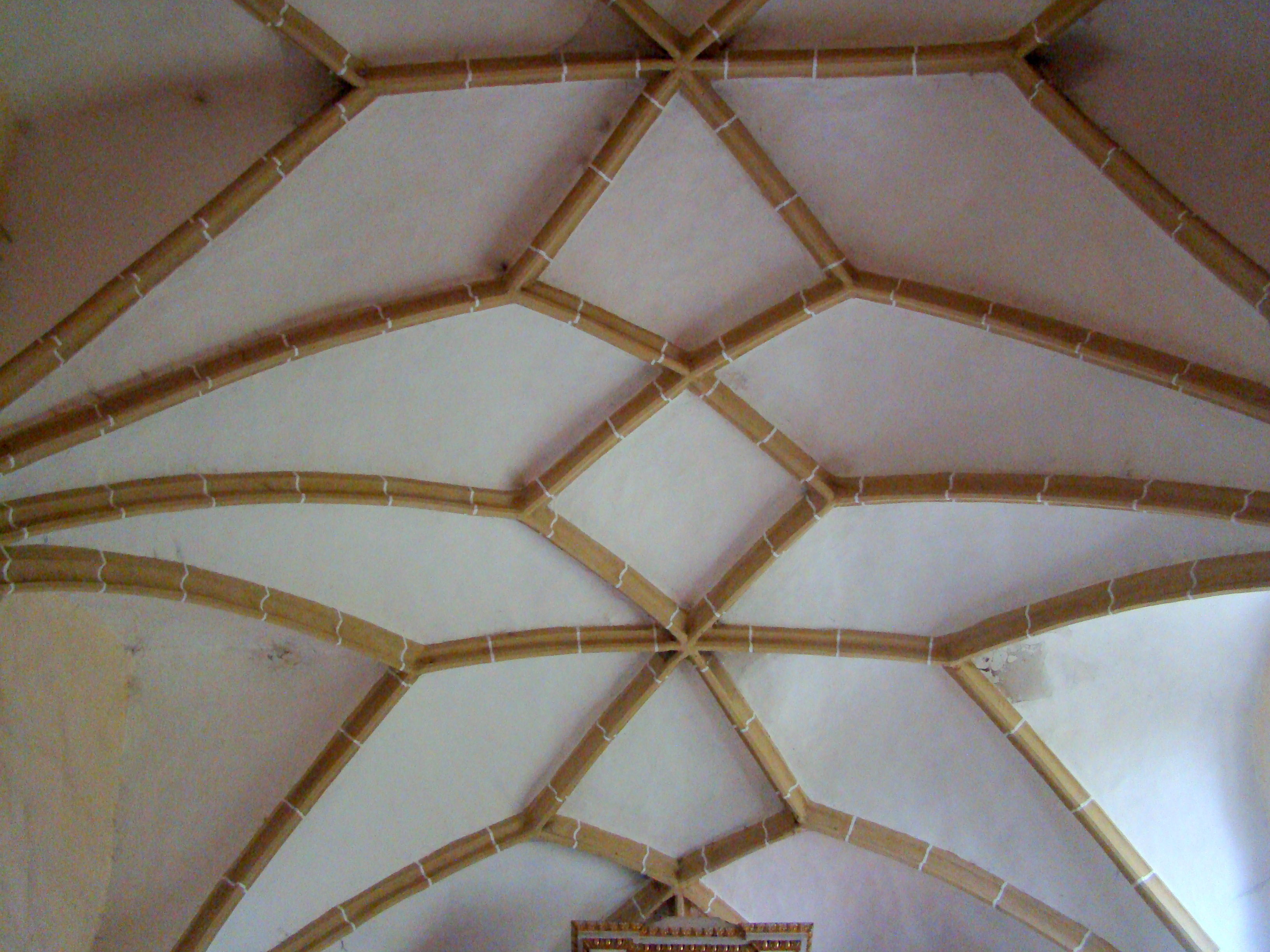
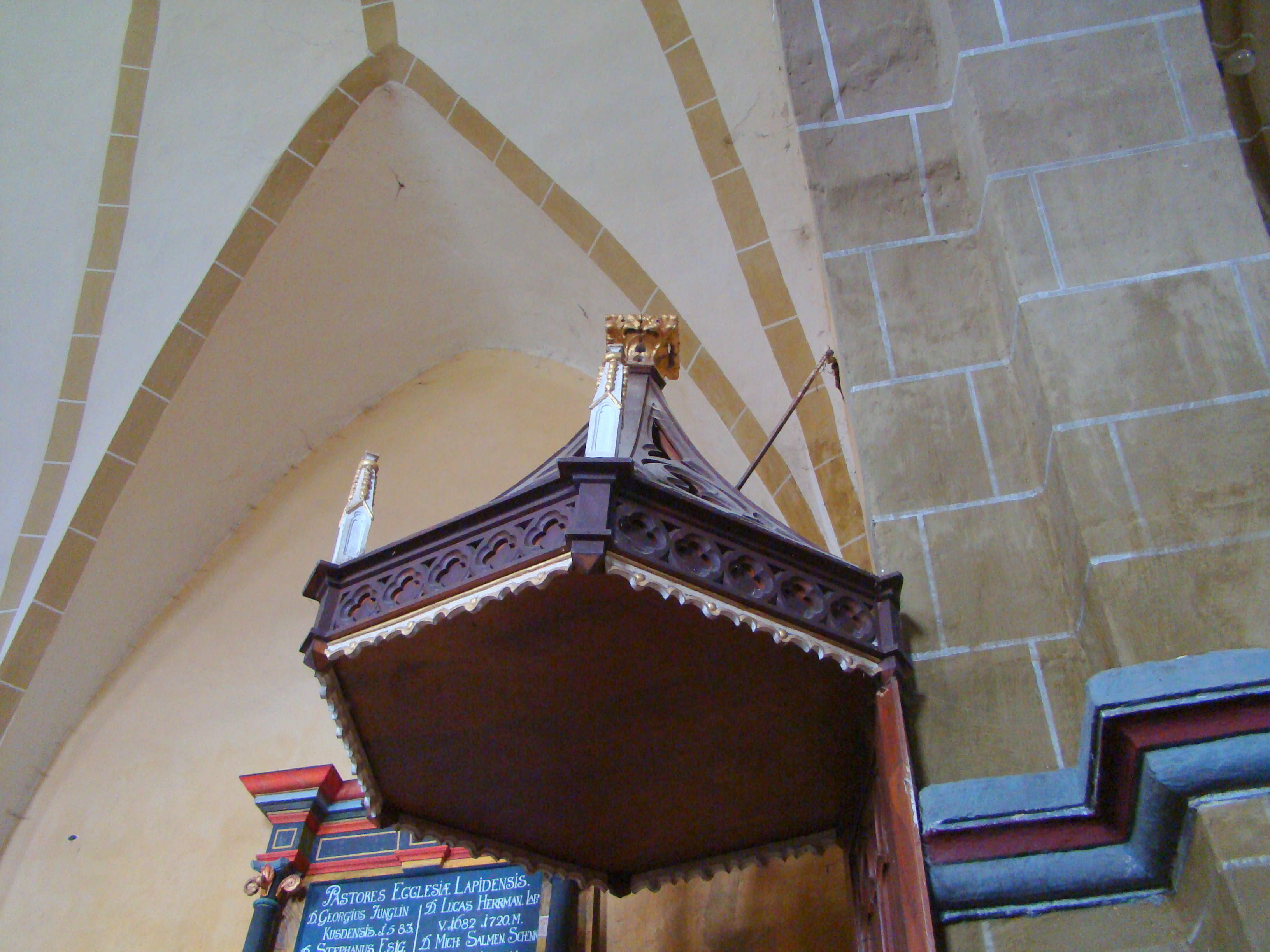
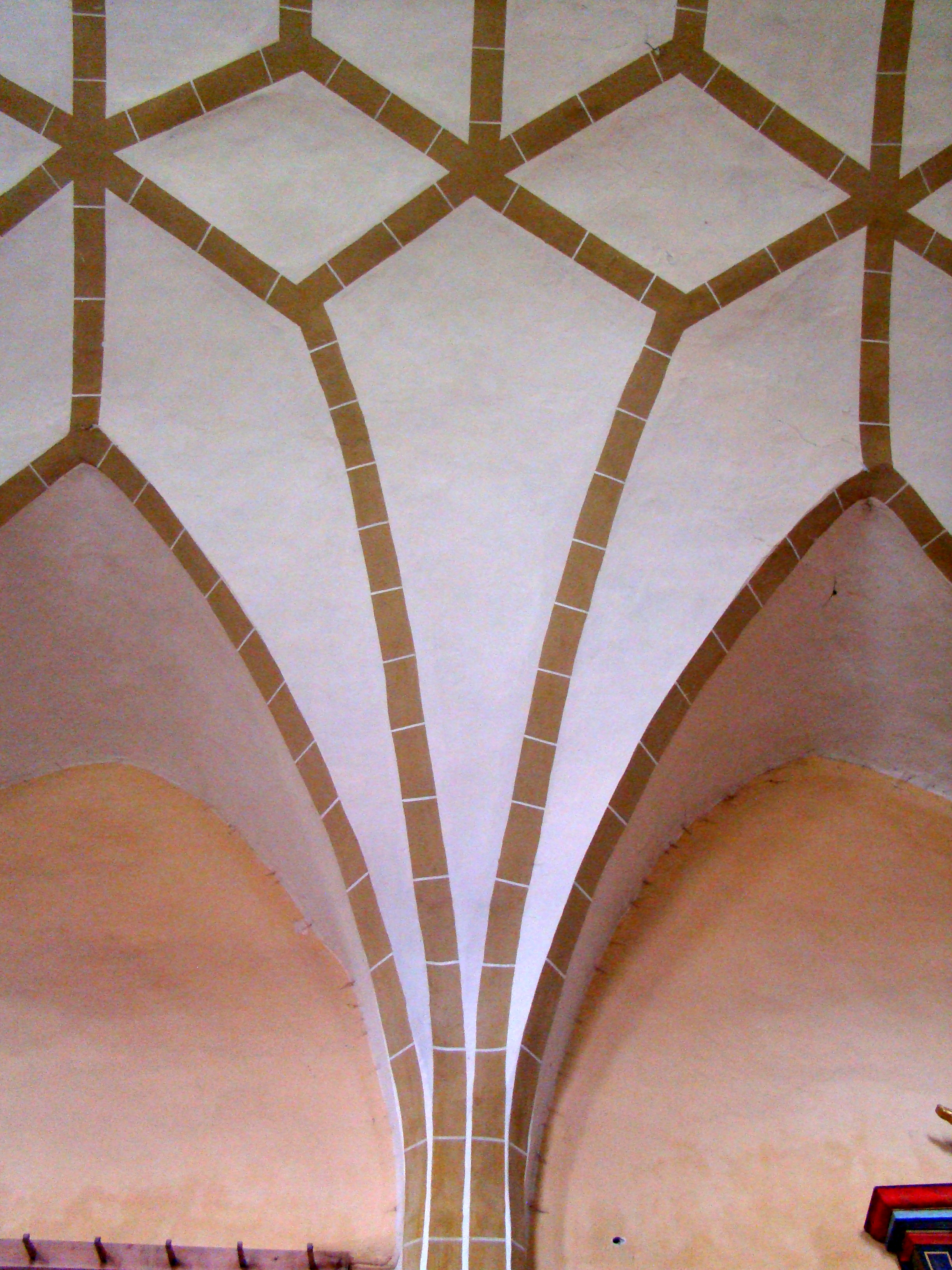
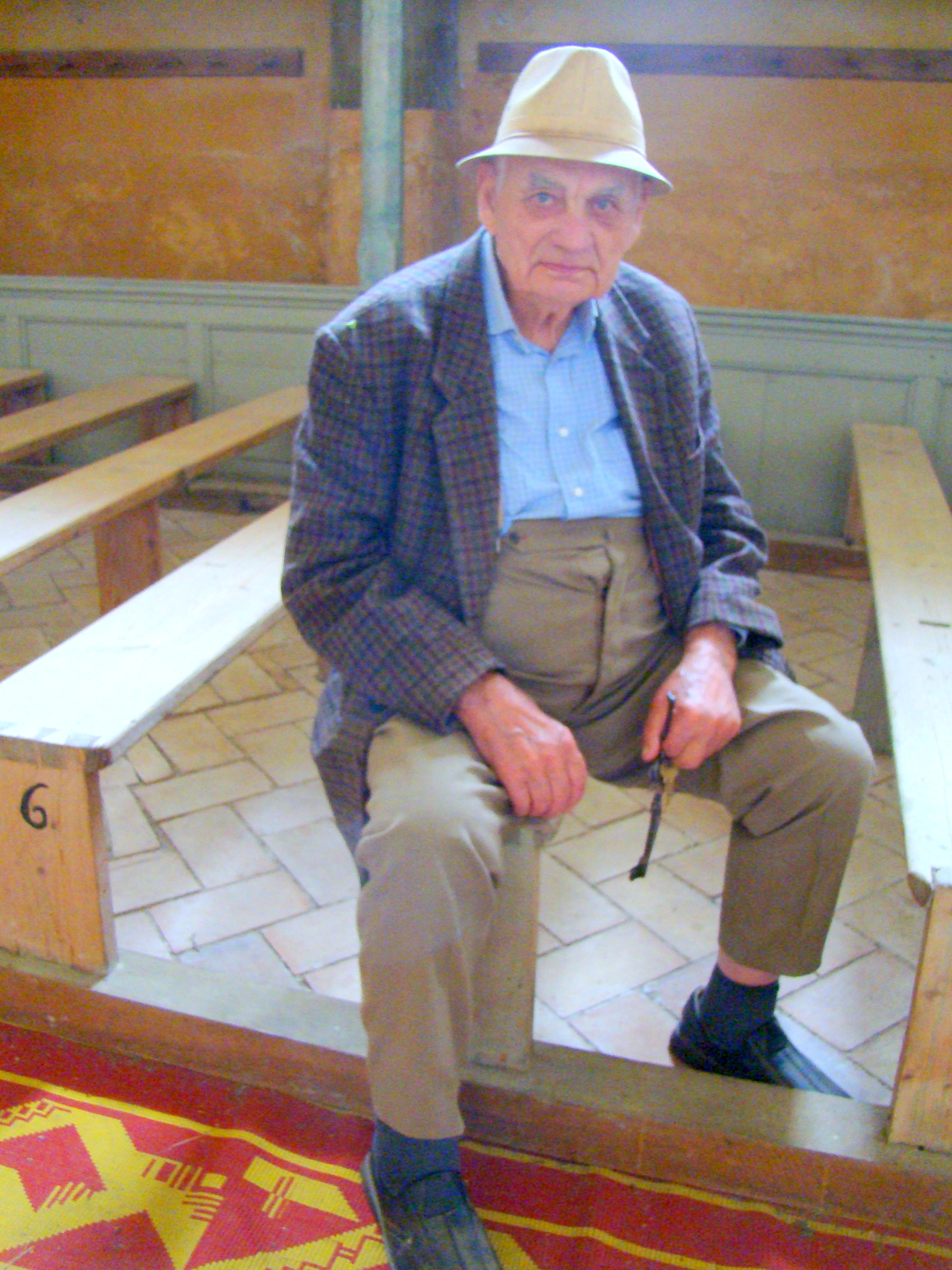
Curatorul bisericii evanghelice din Dacia: Konerth Michael (96 de ani în 2019)